# Braunschweiger Dom

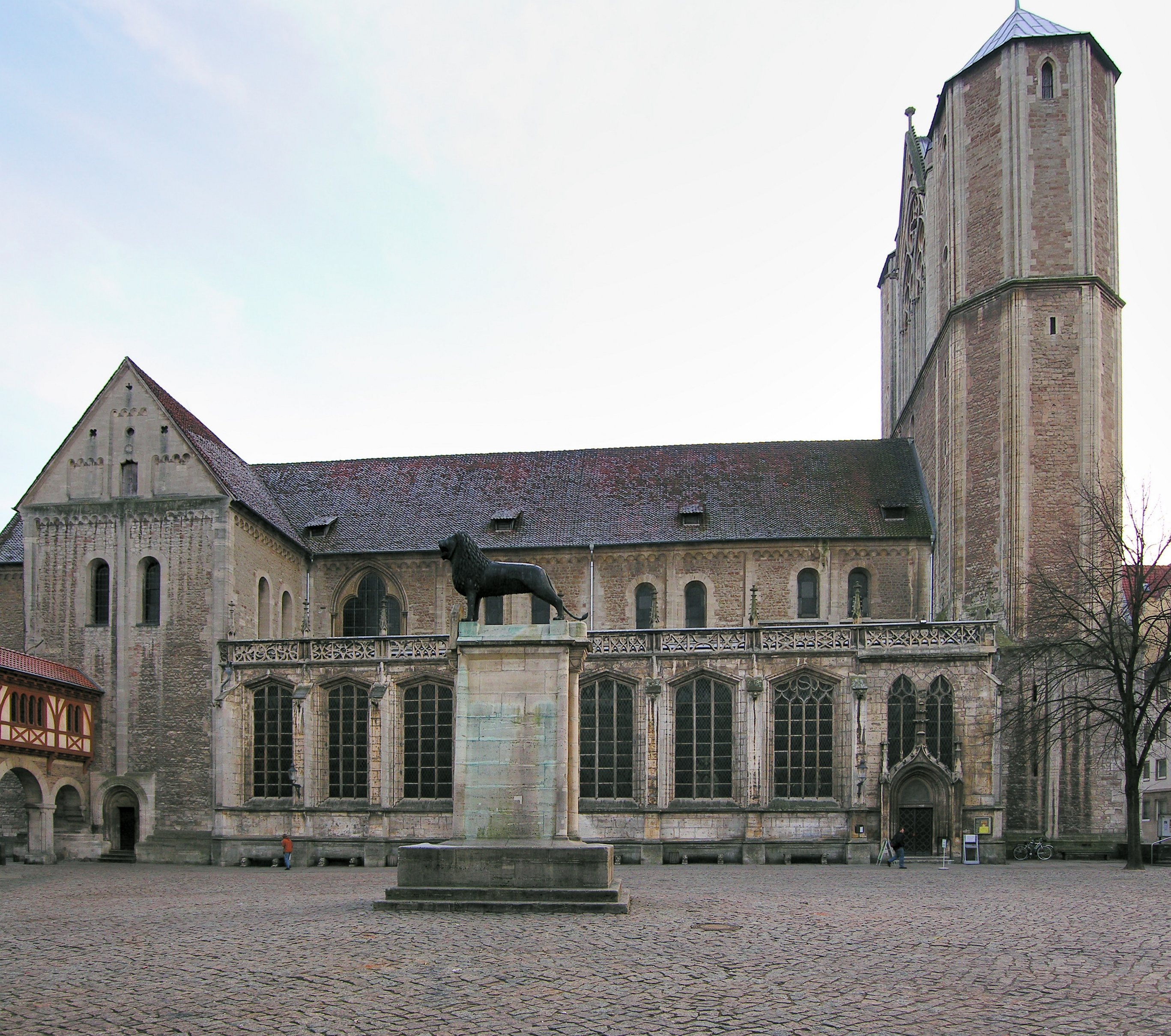
Gesamtansicht vom Burgplatz, im Vordergrund der Braunschweiger Löwe

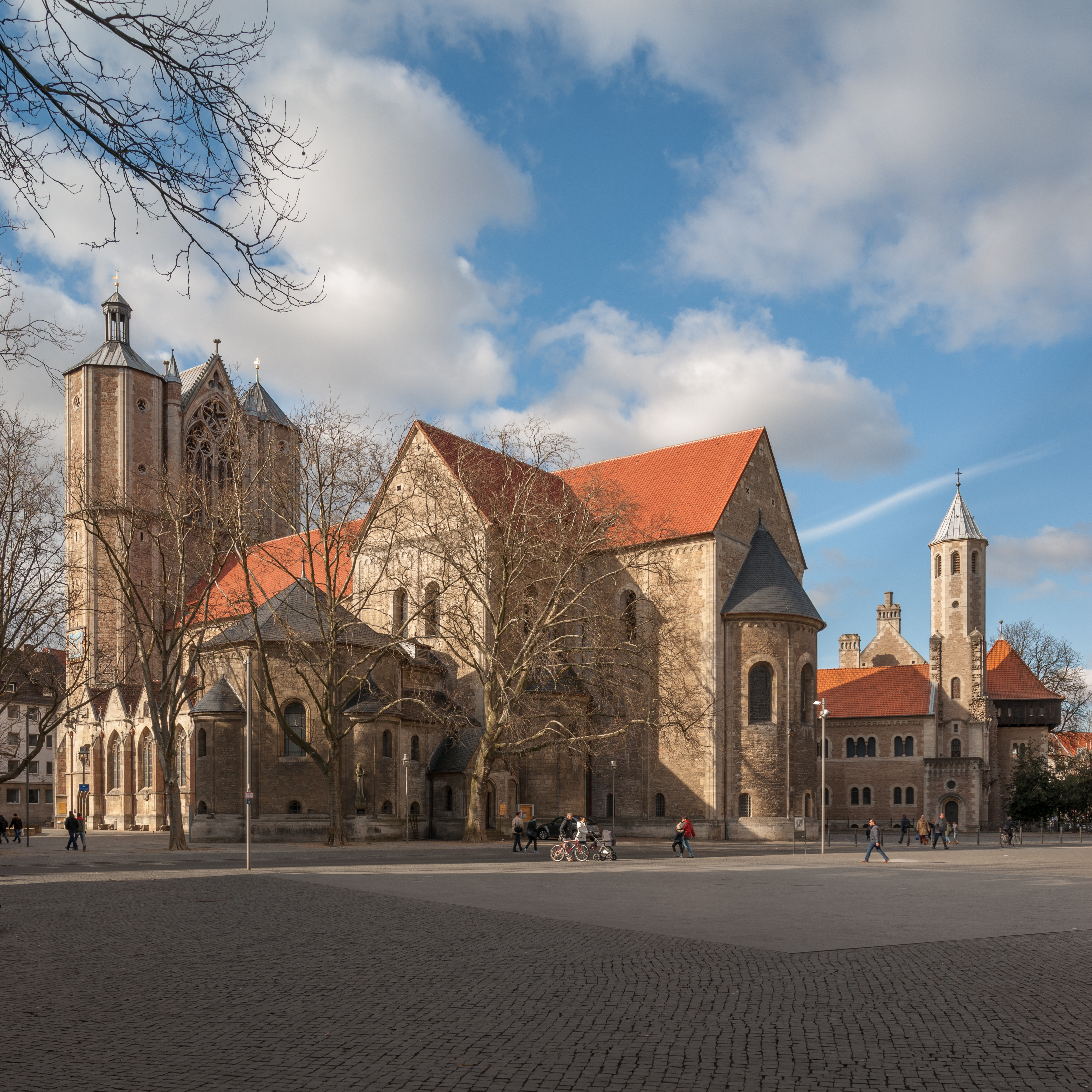
Ansicht von Südosten mit Apsis rechts, Chor im Zentrum und Türmen im Hintergrund. Rechts im Hintergrund der Turm der Burg Dankwarderode

Der Braunschweiger Dom, offiziell die Domkirche St. Blasii zu Braunschweig, ist die bedeutendste Kirche in Braunschweig. Er wurde 1173 als Kollegiatstiftskirche von Heinrich dem Löwen, Herzog von Bayern und Sachsen, gegenüber seiner Burg Dankwarderode „zur Ehre St. Blasius’ und St. Johannis des Täufers“ gestiftet und von ihm zu seiner Grablege und der seiner zweiten Gemahlin Mathilde von England bestimmt. Die Weihe des romanischen Sakralbaus erfolgte 1226.

## Geschichte

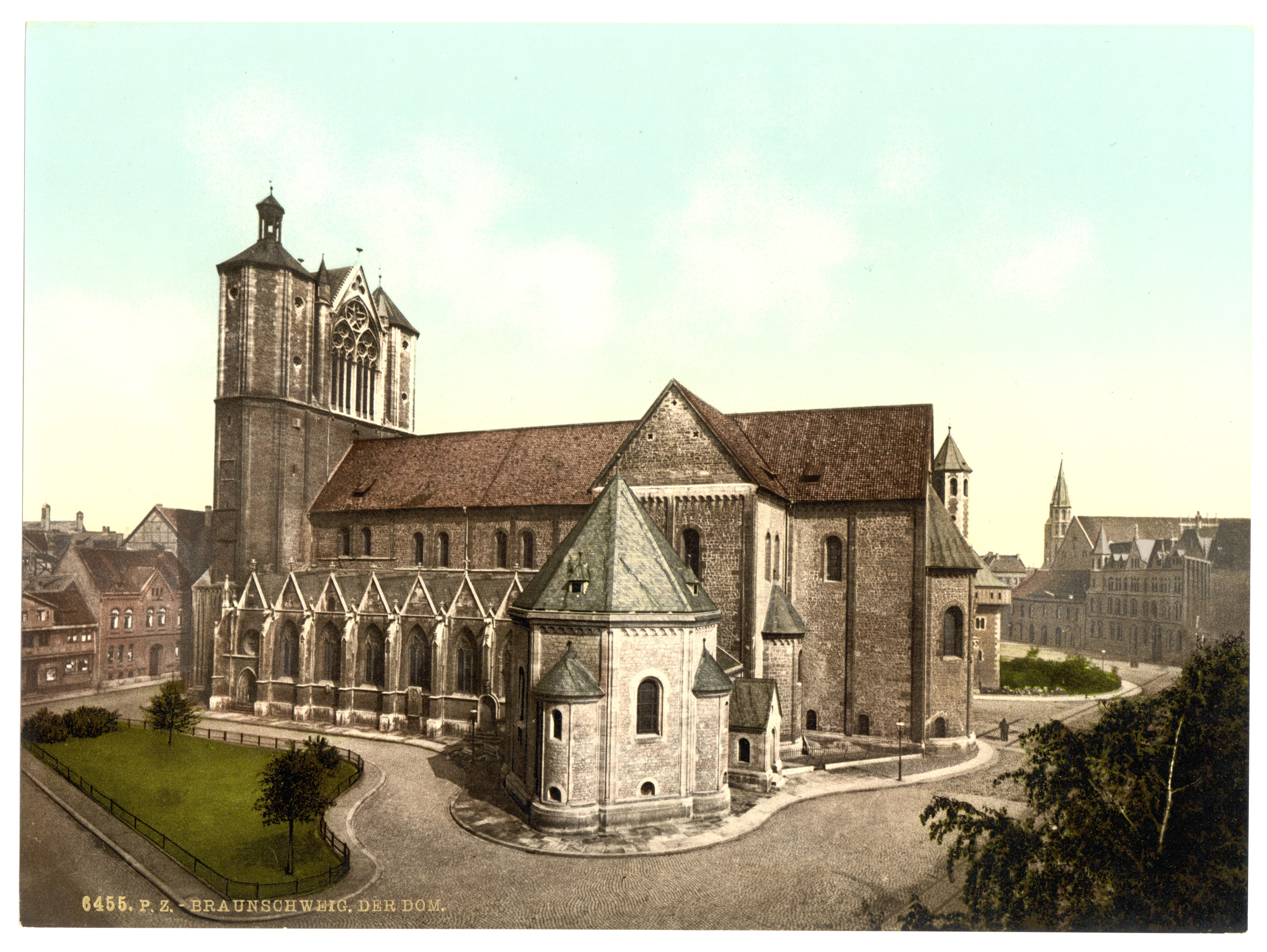
Braunschweiger Dom (um 1900)

Nach der Rückkehr Heinrichs des Löwen aus dem Heiligen Land, wohin er eine Pilgerreise unternommen hatte, begann im Jahr 1173 der Kirchenbau. Für die Jahre 1182 bis 1185, die Zeit der ersten Verbannung Heinrichs nach England, wird von einer Bauunterbrechung auszugehen sein. Es ist anzunehmen, dass die Ostseite des Gebäudes um 1188 (Jahr der Weihe des noch heute im Dom befindlichen Marienaltars) fertiggestellt war. Obwohl 1195, im Todesjahr Heinrichs des Löwen, das Dach der Kirche abbrannte, dürften ebenfalls die Arbeiten am Langhaus sowie Teilen der Turmgeschosse abgeschlossen gewesen sein. Als Heinrich 1195 starb, wurde er neben seiner zweiten Ehefrau Mathilde, die bereits 1189 verstorben war, im noch unfertigen Dom beigesetzt. Das im Dom befindliche gemeinsame Grabmal wurde um 1230 gestiftet und ist an dieser Stelle seit dem Mittelalter bezeugt.
Die Bezeichnung „Dom“ erhielt das Bauwerk höchstwahrscheinlich bereits im 14. oder 15. Jahrhundert. Nach mittelalterlichem Verständnis war damit aber nicht so sehr die Kirche eines Bischofs, als vielmehr die eines Stiftes gemeint. Bis in das 19. Jahrhundert trug der Braunschweiger Dom deshalb die Bezeichnung „Stiftskirche St. Blasii und St. Johannis des Täufer“, kurz „Stiftskirche“, die teilweise auch heute noch verwendet wird. Am 29. Dezember 1226 wurde der Dom geweiht und Thomas Becket zum dritten Schutzpatron des Domes erkoren. Seit 1543 ist der Braunschweiger Dom ein protestantisches Gotteshaus. Heute lautet die offizielle Bezeichnung „Evangelisch-lutherische Domkirche St. Blasii zu Braunschweig“.

## Architektur

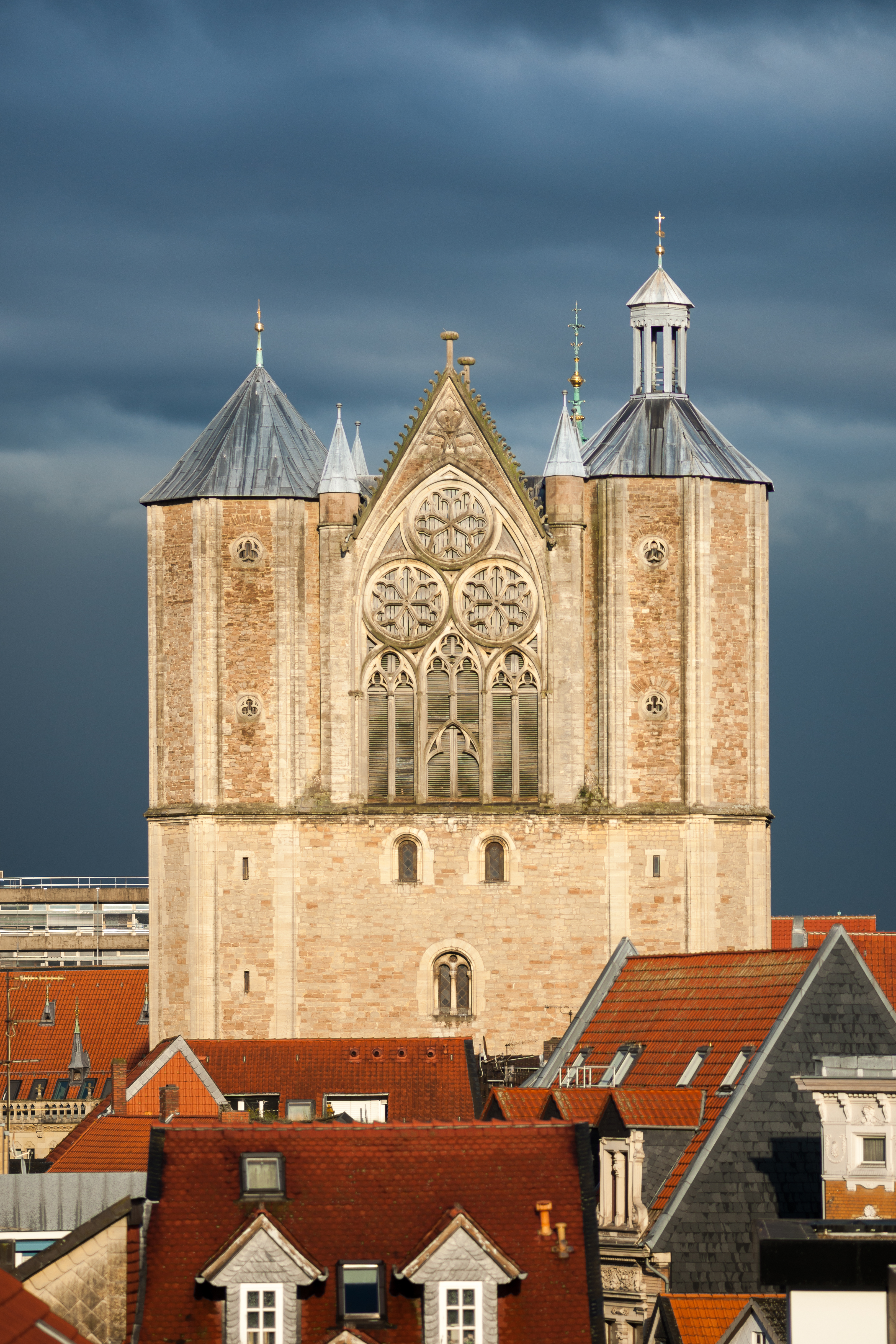
Sächsischer Westriegel, Glockenhaus mit hochgotischem Maßwerk

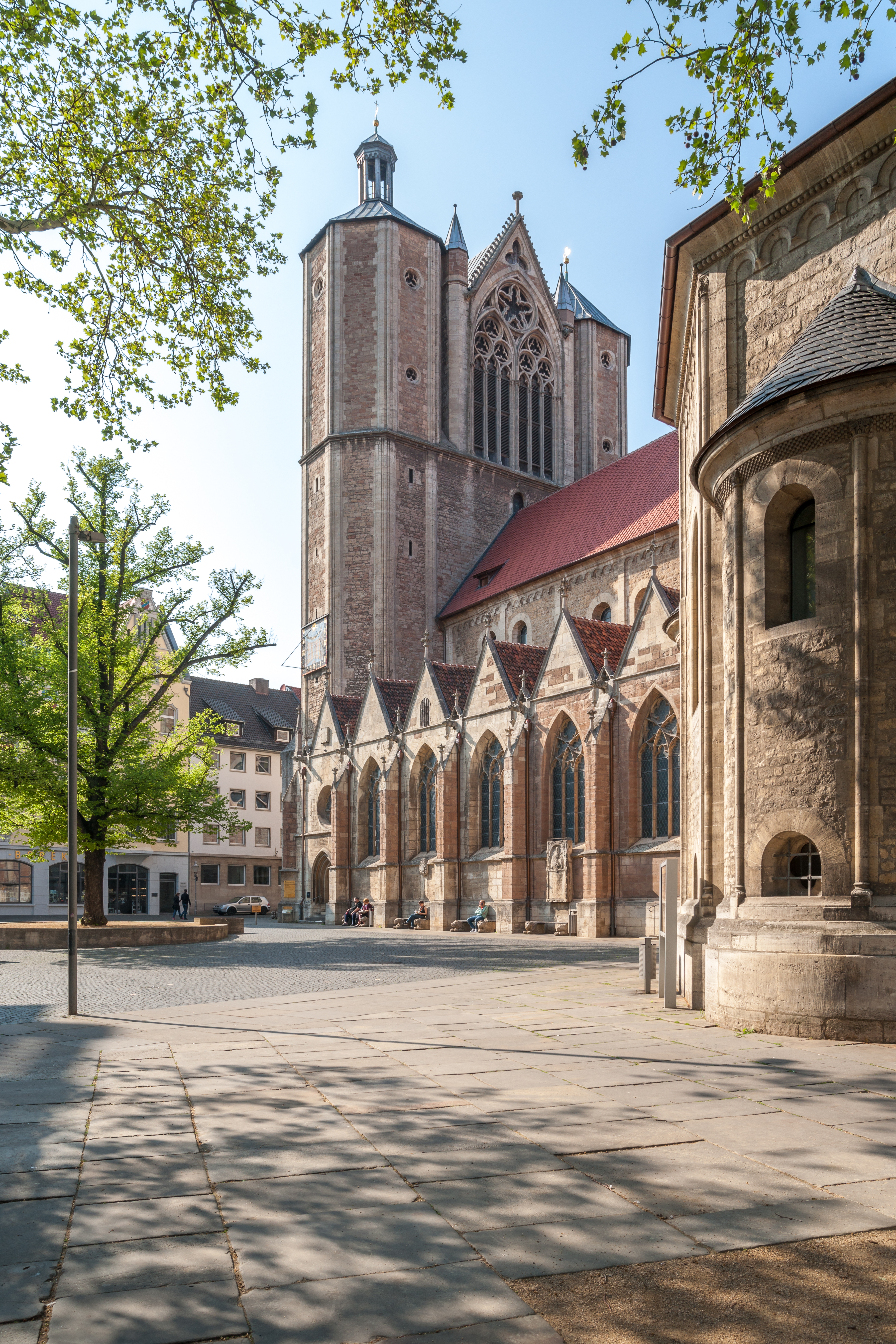
Ostseite des Westwerks mit hochgotischem, Südseitenschiff mit spätgotischem Maßwerk

Aufzeichnungen über den Beginn der Arbeiten an dem romanischen Bauwerk und die beauftragten Baumeister existieren wie bei den meisten – auch hochrangigen – Kirchen jener Zeit nicht mehr. Als Anhaltspunkte können die schriftlichen Dokumente von Weihen einiger der zahlreichen Altäre des Domes herangezogen werden.
Der Dom wurde zunächst als dreischiffige romanische Pfeilerbasilika errichtet, als erste große Kirche ein weitem Umkreis von Anfang an in allen Teilen eingewölbt, und zwar im gebundenen System. Zu diesem Ausgangsbau gehören ein Querhaus, drei Apsisen, im Osten der Hochchor über der Krypta und im Westen ein sächsischem Querriegel. Er wurde aus Kalkstein (Elmkalkstein aus dem Elm und Braunschweiger Rogenstein aus dem Nußberg) errichtet. Das Raumkonzept ähnelt der 40 Jahre älteren Stiftskirche („Kaiserdom“) von Königslutter, dessen zwar von Anfang an beabsichtigte Einwölbung des Langhauses allerdings erst im 15. Jahrhundert ausgeführt wurde.
Der Braunschweiger Dom wurde mehrfach erweitert und umgebaut, jedoch sind Mittelschiff, Querhaus und Chor weitgehend aus dem 12. Jahrhundert erhalten. Die Arkaden haben Pfeiler und Wandvorlagen mit Kantensäulen und würfelförmigen Kapitellen. Die Gewölbe sind spitzbogige Kreuzgratgewölbe mit Schlusssteinen, jedoch ohne eine Abgrenzung der Joche durch Gurtbögen. Dadurch unterscheiden sie sich von den Gewölben in Königslutter, die Gurtbögen aufweisen, aber nicht überall Schlusssteine.
Die Ostseite des Domes wurde über die Jahrhunderte hinweg baulich am wenigsten verändert.

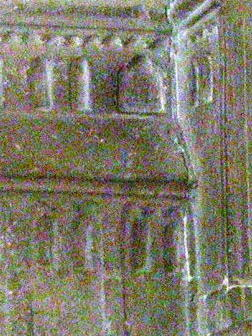
Dommodel auf dem Grabmal Heinr. d. Löwen: östlichstes Obergadenfenster spitzbogig
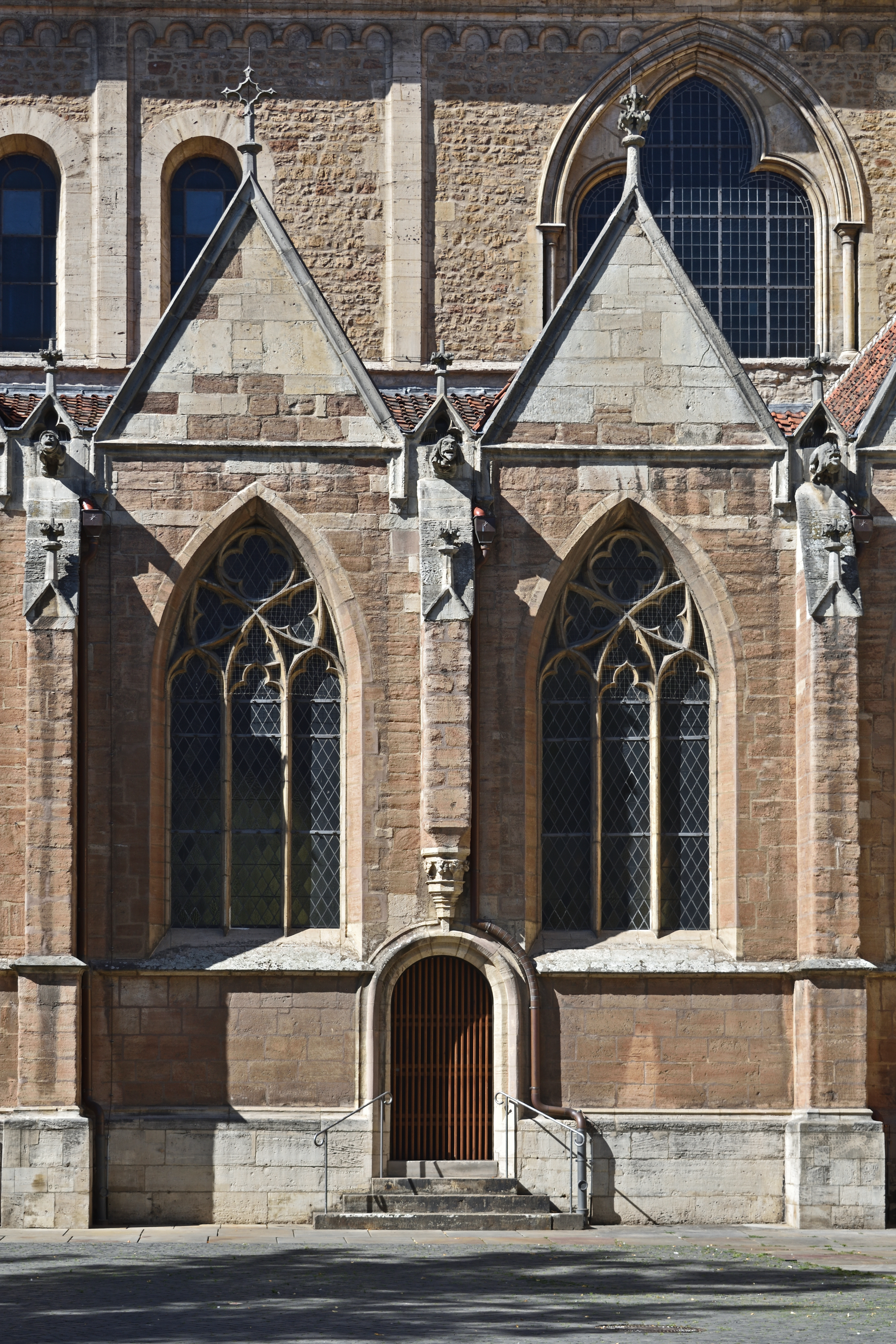
Östlicheste Fenster der Langhausobergaden (beidseits) spitzbogig, Nasung aus großen Steinen, noch keine Maßwerktechnik

Aber schon der Urbau weist zwei Abweichungen von seinem romanischen Formenschema auf, die in das späte 12. oder das frühe 13. Jahrhundert datiert werden: Die östlichsten Obergadenfenster des Langhauses auf Nordseite wie Südseite haben frühgotische genaste Spitzbögen und fein profilierte Gewände. Wo sie oben in die Traufenfriese ragen, sind diese elegant modifiziert. Diese beiden Fenster beleuchten im Inneren den Marienaltar und das Grab Heinrichs des Löwen und seiner zweiten Gattin. Das südliche dieser Fenster ist in dem Kirchenmodel dargestellt, das die Skulptur Heinrichs im Sinne eines Stifterbildes auf einer Hand hält. Da nur die nördliche Stirnwand des Querhauses ein Portal hat, die südliche offenbar nie eines hatte, ist das Kirchenmodell strenggenommen spiegelverkehrt.
Die beiden achteckigen Türme des Domes wurden um 1300 durch ein Glockenhaus mit zwei (je eine nach Westen und nach Osten) riesigen durch hochgotisches Maßwerk gegliederten Schallöffnungen verbunden. Auf der Nordseite, zum Burgplatz hin, befindet sich das Hauptportal des Gotteshauses, darüber das Wappen des welfischen Kanzlers und Stiftsherren Ludolf Quirre und die Jahreszahl 1469.
Zwischen 1322 und 1346 wurde an der Südseite ein weiteres Seitenschiff angefügt, mit Kreuzrippengewölben und spätgotischen Maßwerkfenstern. Unter Herzog Wilhelm „dem Siegreichen“ wurde auf der Nordseite das romanische Seitenschiff abgetragen und 1472 durch ein gedoppeltes spätgotisches Seitenschiff mit figurierten Rippengewölben ersetzt, das an eine Hallenkirche erinnert, obwohl es nach dem Prinzip einer Basilika weiterhin niedriger als das Mittelschiff ist. Seine Fenster haben Tudorbögen und Maßwerk im Perpendicular Style der englischen Spätgotik. Sie waren mit (1687 entfernten) Glasgemälden von Herzögen und Herzoginnen geschmückt, so dass sie wie eine Ruhmeshalle des Braunschweiger Herrscherhauses wirkte.

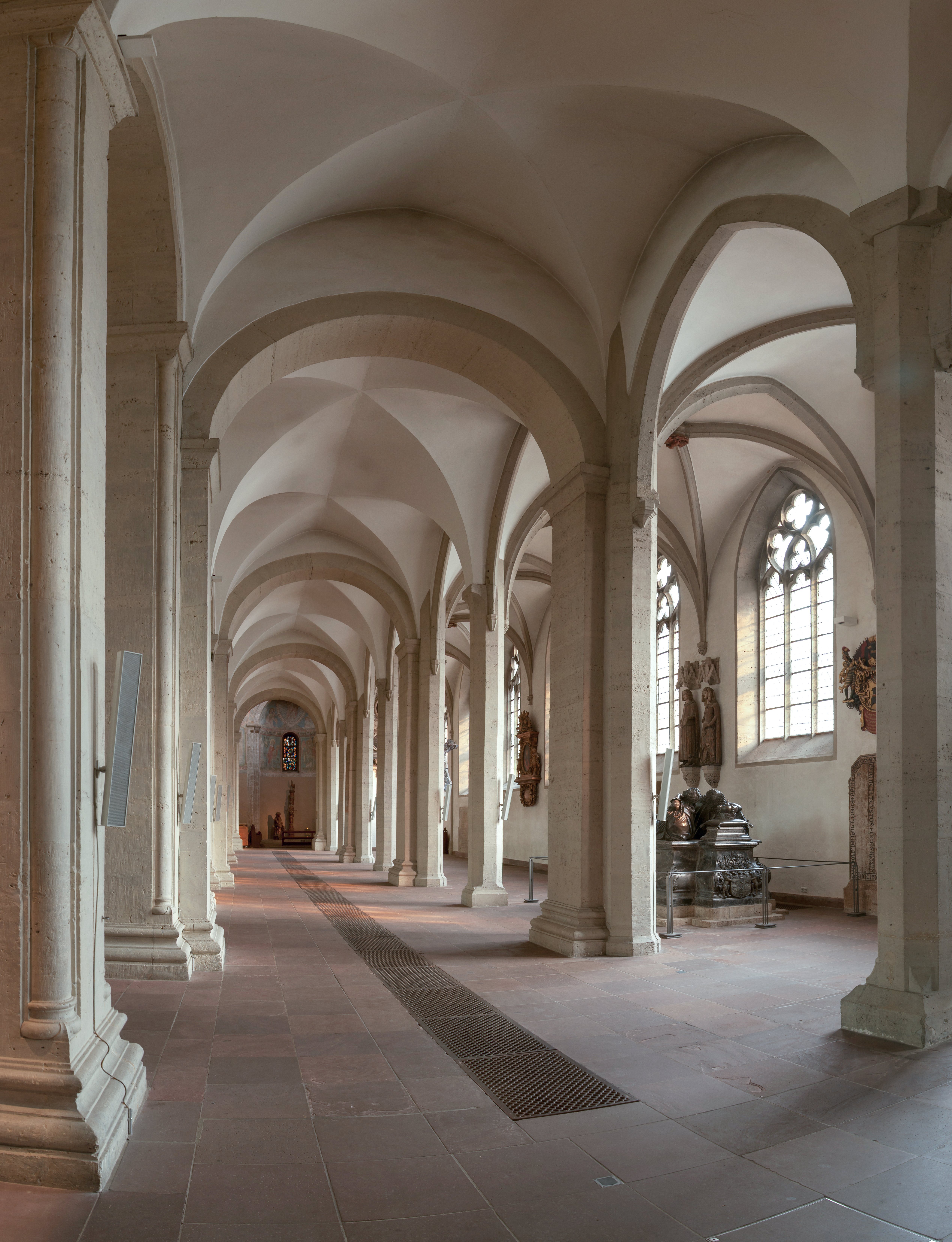
Südseitenschiffe: inneres m. Kreuzgratgewölben, äußeres spitzbogige Rippengewölbe
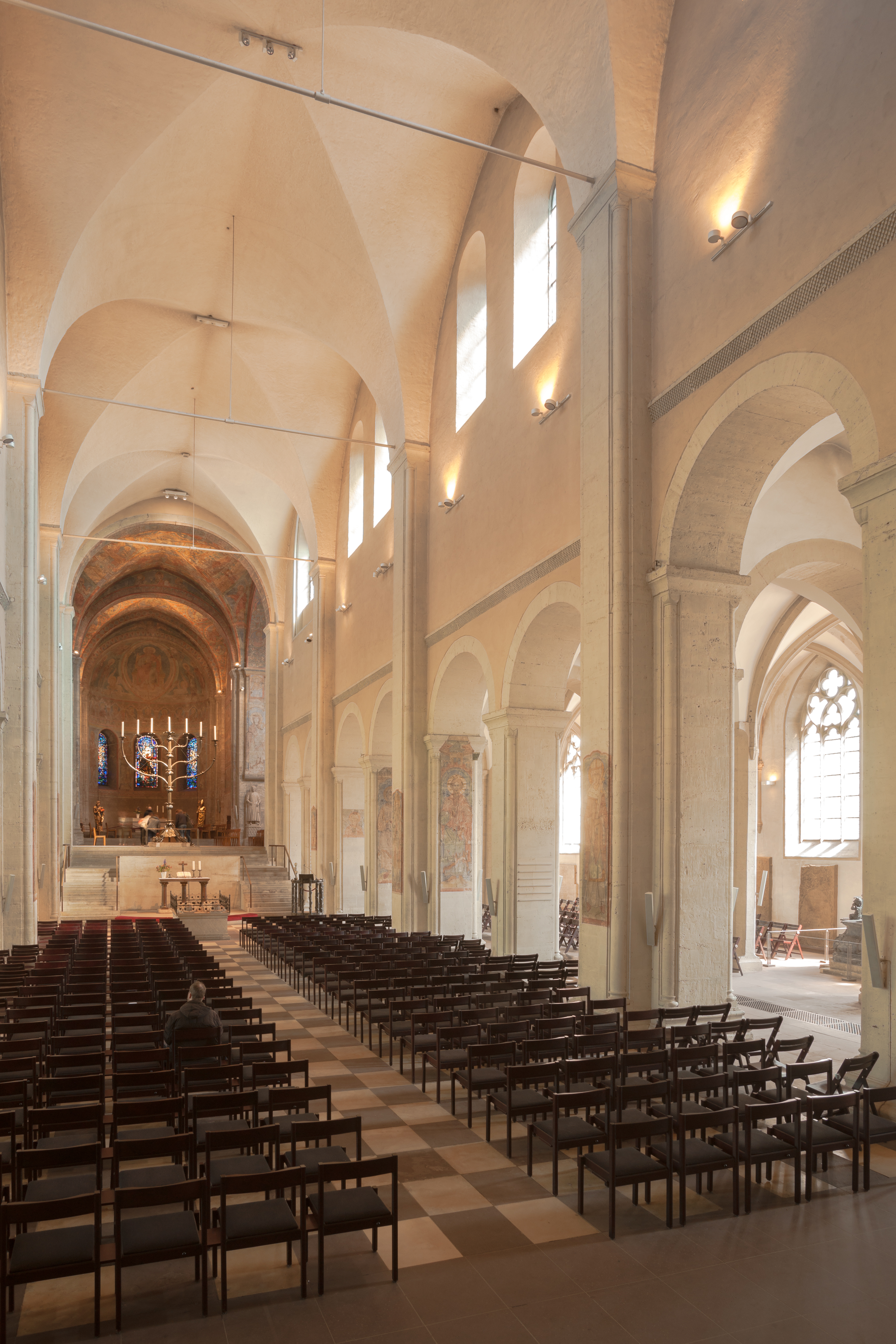
Mittelschiff ostwärts zum Chor
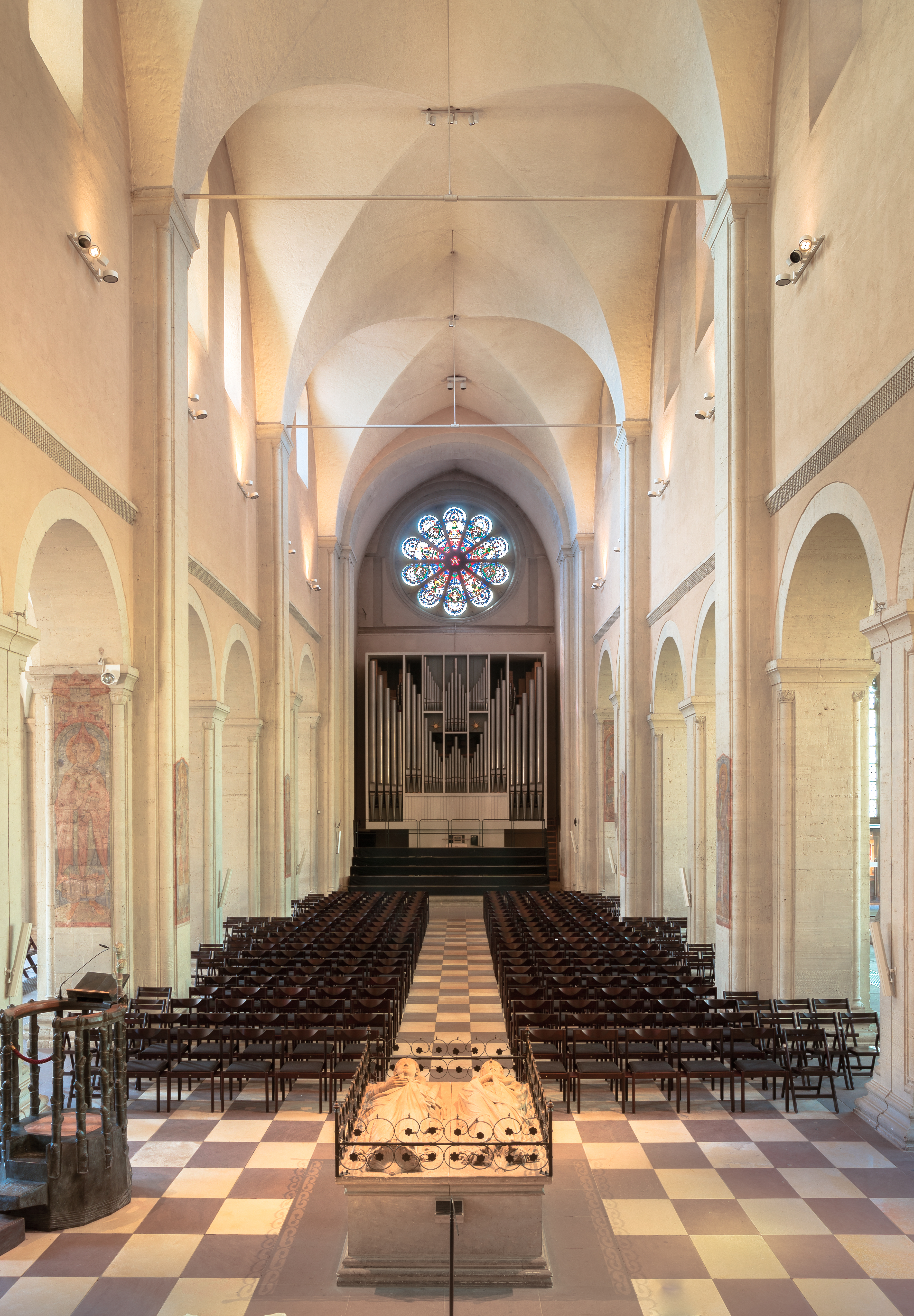
Mittelschiff westwärts: vorn Grabmal für Heinrich den Löwen und Mathilde Plantagenet
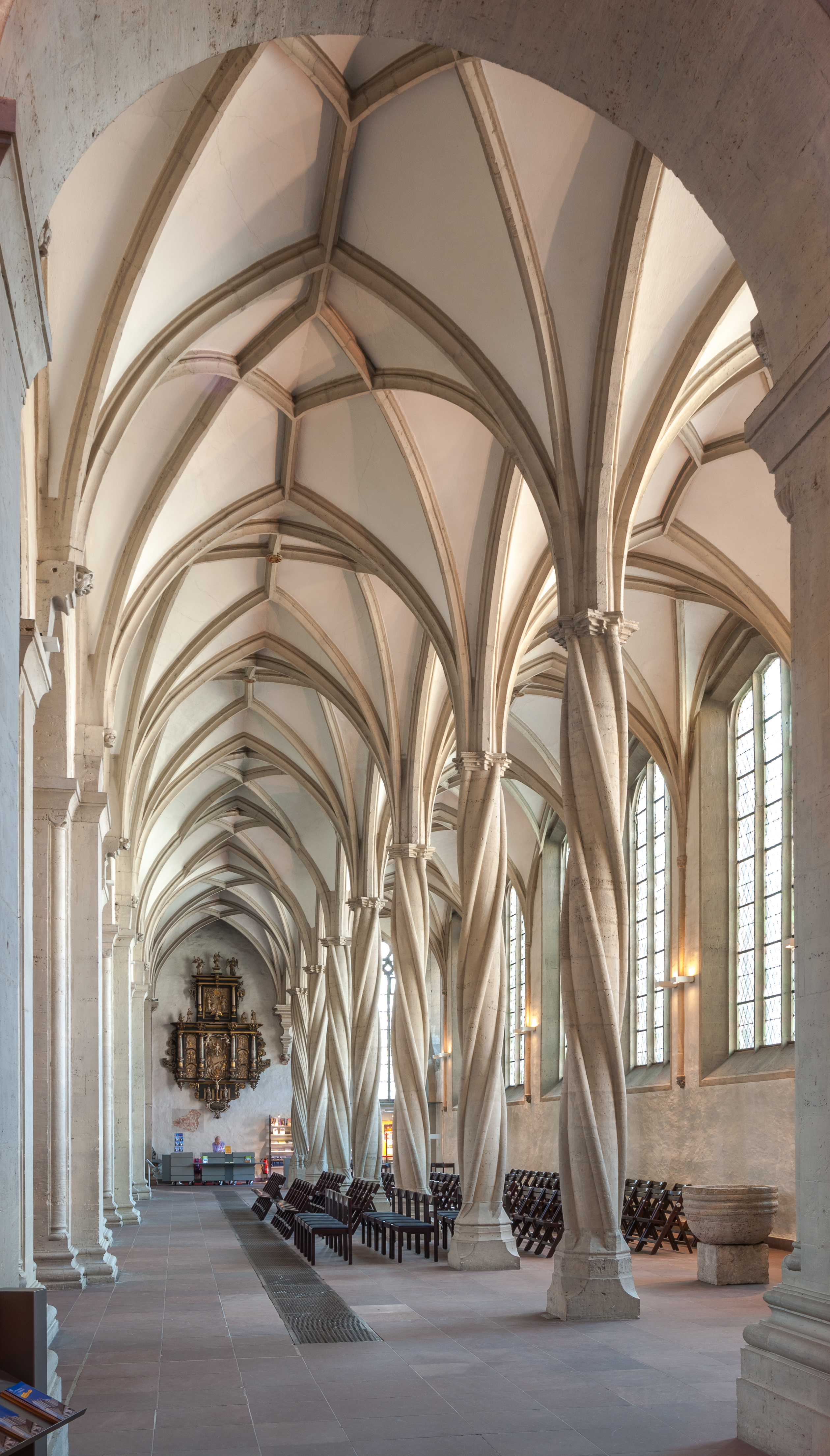
Nördliche Seitenschiffe: rhombisch figurierte Rippengewölbe, spiralige Vorlagen, Fenster Perpendicular Style

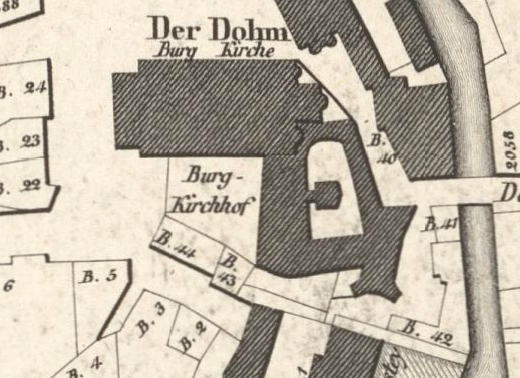
Dom mit Domklausur, bis 1829

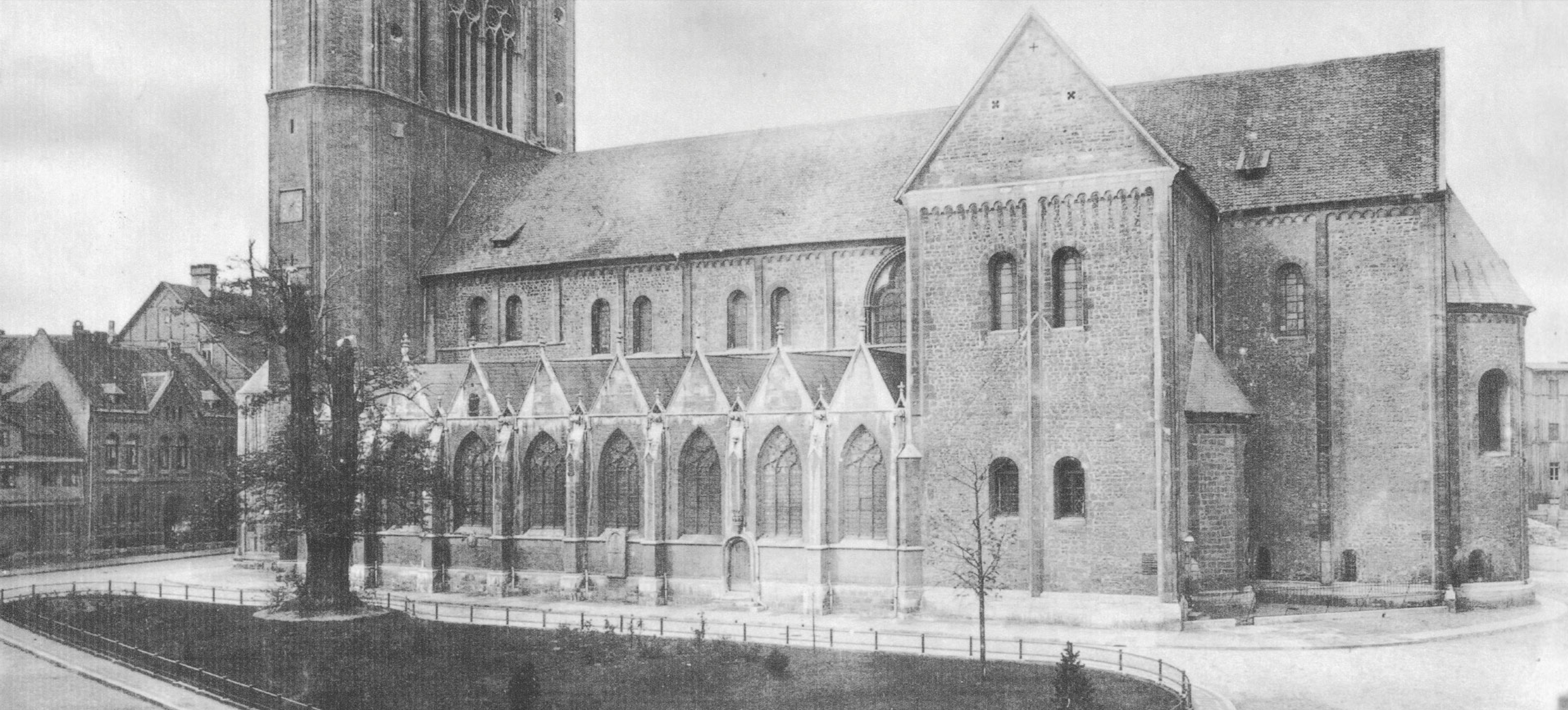
Südquerhaus mit Spuren der 1829 abgetragenen Domklausur, vor 1889

Größere architektonische Veränderungen fanden unter Herzog Rudolf August um 1687 und seinem Bruder Herzog Anton Ulrich um 1700 statt.
Nach 1829 wurden die an den Südgiebel des Querhauses stoßenden Konventsgebäude abgetragen, wodurch die Münzstraße nordwärts bis an die Dankwardstraße verlängert werden konnte. So lag erstmals seit Jahrhunderten der türlose Südgiebel des Querhauses frei. Zwischen 1866 und 1910 wurde der Dom unter anderem durch den Kreisbaumeister Ernst Wiehe grundlegend saniert und nach dem Zeitgeschmack im Stil des Historismus umgestaltet. 1889 wurde südlich an das Querhaus die neuromanische Taufkapelle angebaut.

## Ausstattung

### Secco-Malereien

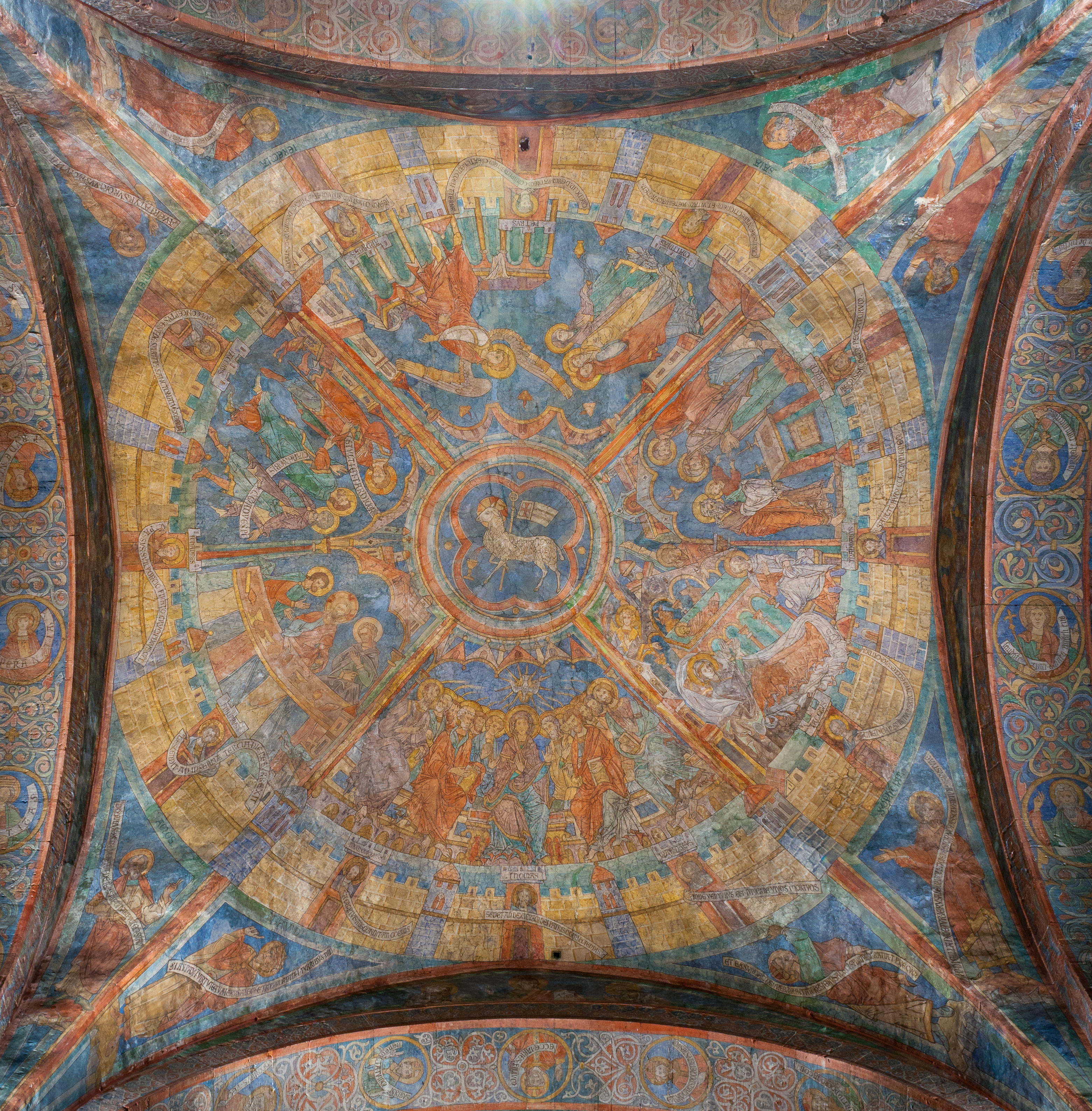
Secco-Malereien in der Vierung: Das himmlische Jerusalem

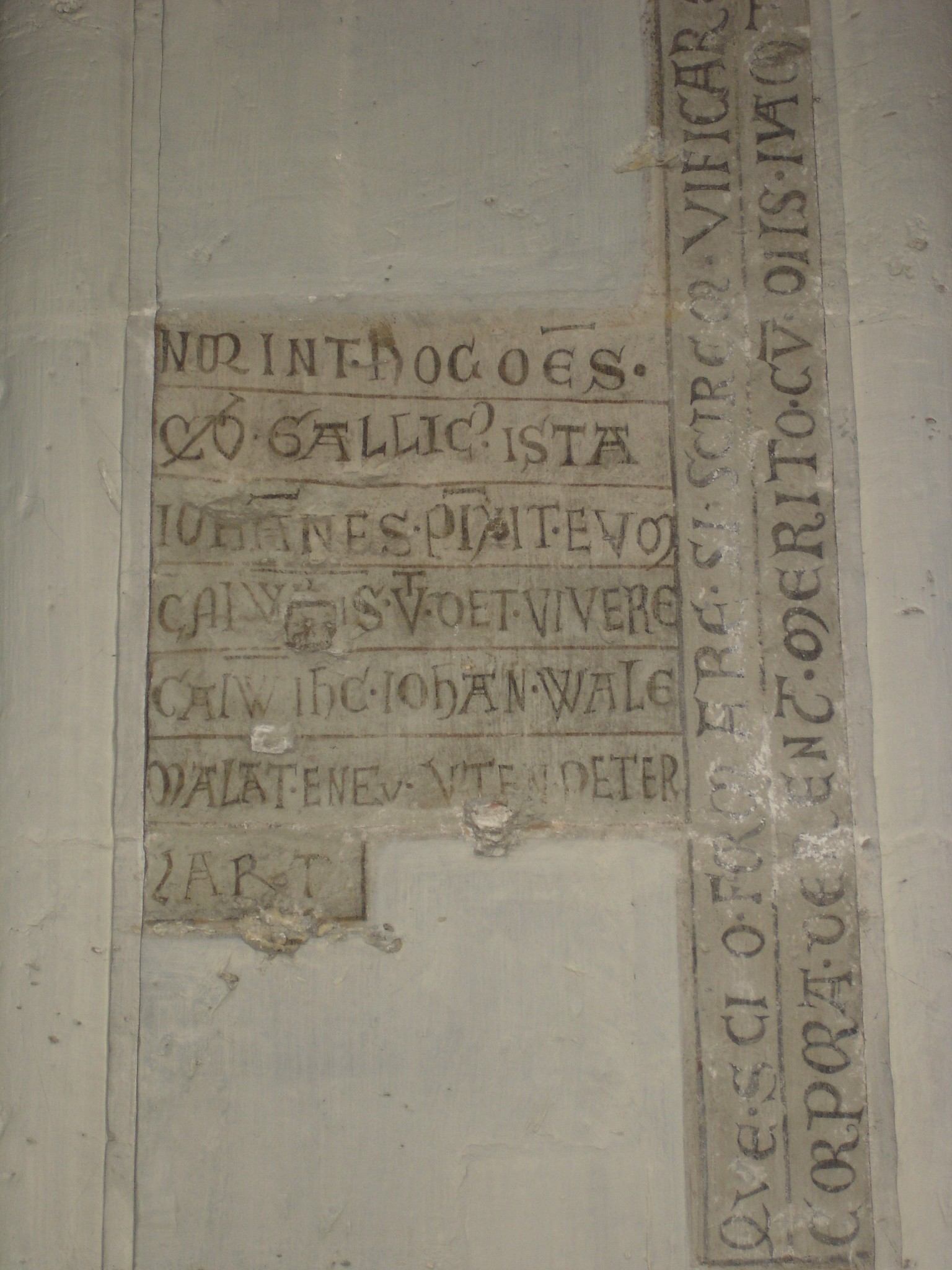
Mittelalterliche Malersignatur

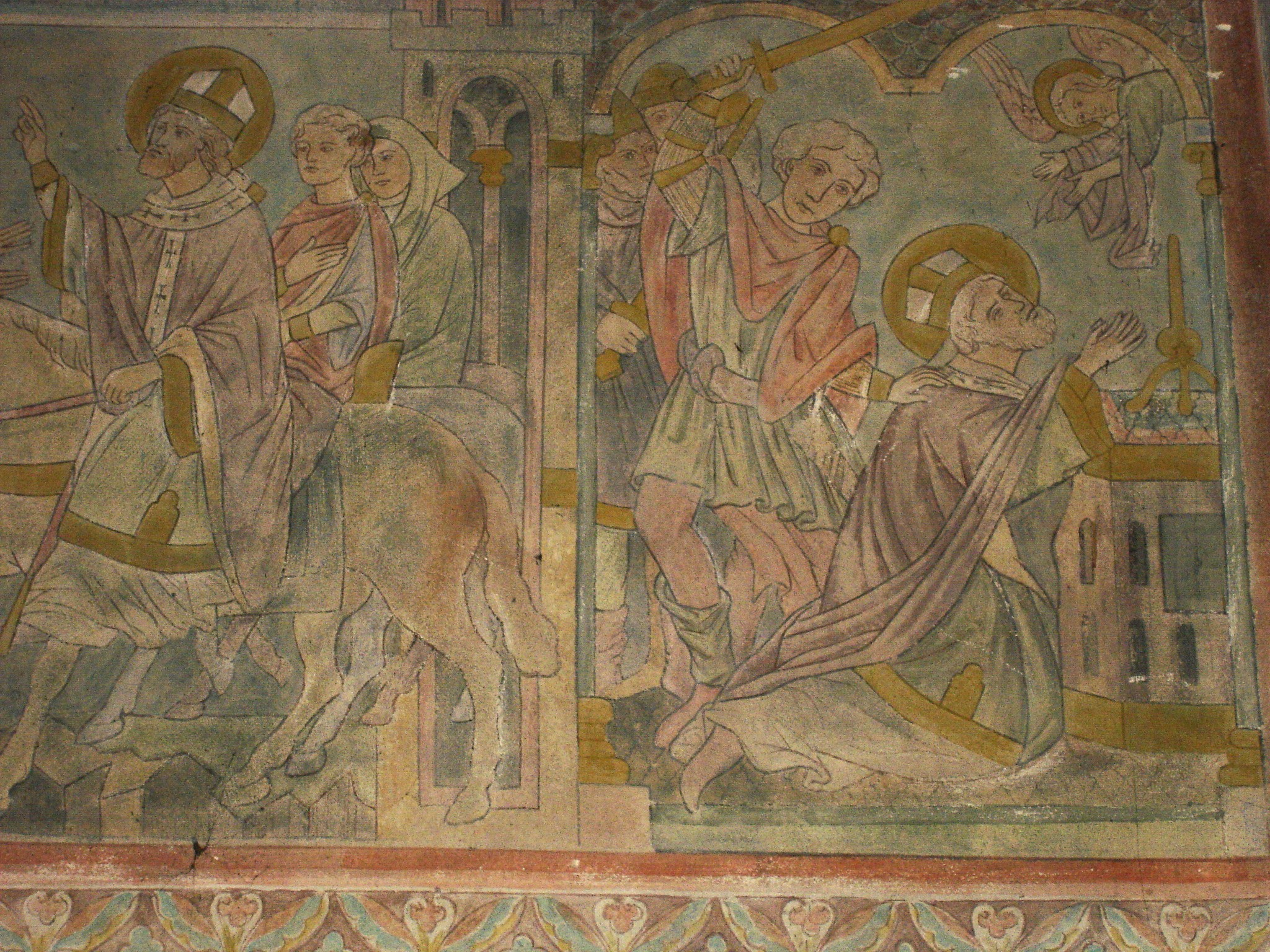
Das Martyrium Thomas Beckets

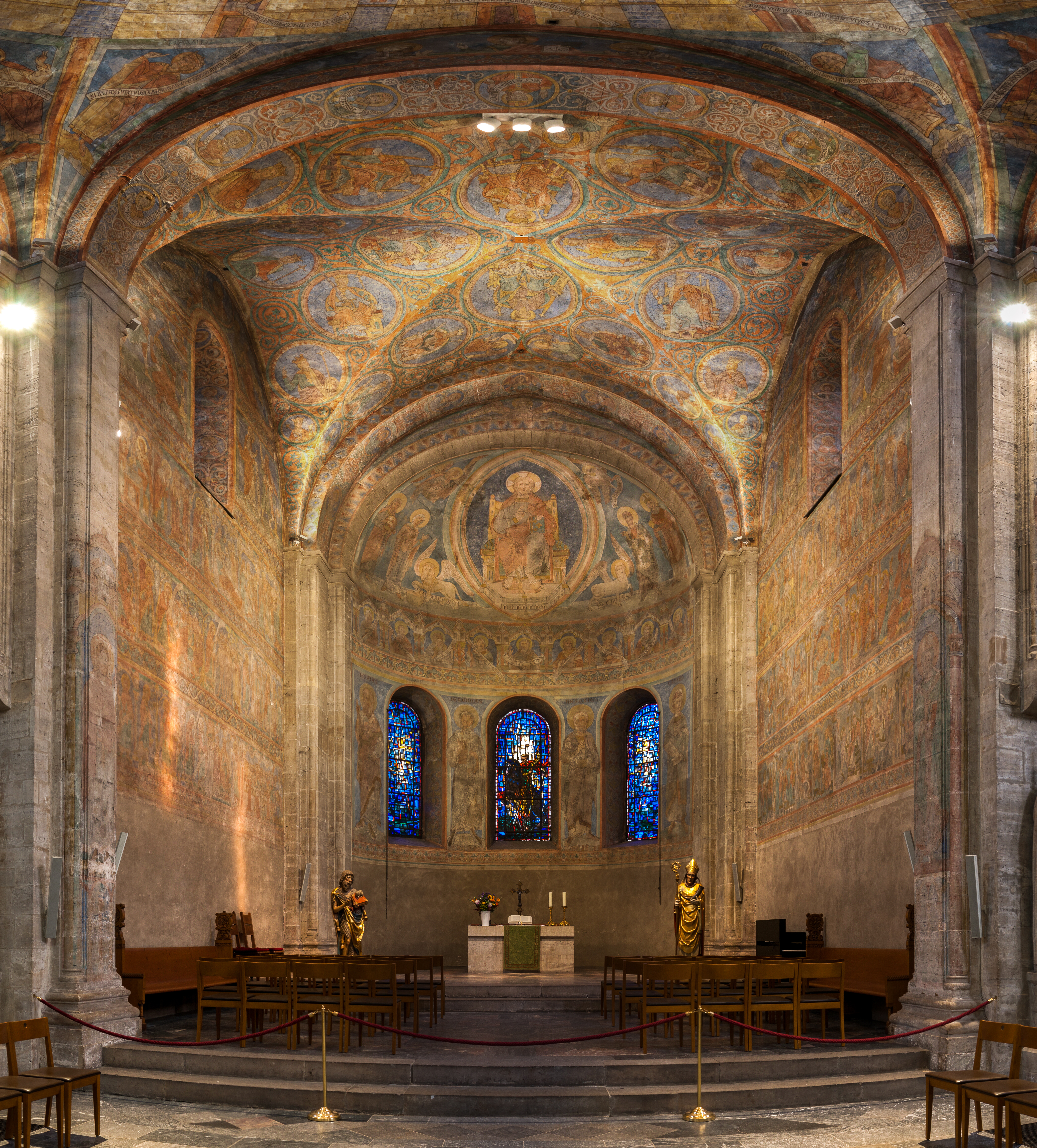
Secco-Malerei im Altarraum

Das Kreuzschiff, der hintere Teil des Langhauses und die Apsidien wurden zwischen 1230 und 1250 mit Secco-Malereien ausgestattet, von denen heute noch rund 80 Prozent erhalten sind. Sie wurden 1845 unter einer Übermalung wiederentdeckt, abgepaust und anschließend restauriert, wobei es im Gegensatz zu der heutigen Auffassung von „Restaurierung“ als konservierender Bewahrung im 19. Jahrhundert durchaus üblich war, phantasievolle Ergänzungen im Sinne des Historismus auszuführen, die allerdings nichts mit dem Original zu tun hatten.
Die Restaurierungs- und Ergänzungsarbeiten erstreckten sich über mehrere Jahrzehnte. Namentlich zu nennen sind in diesem Zusammenhang Heinrich Brandes, der Braunschweiger Hofdekorationsmaler Adolf Quensen sowie August Essenwein. Während dieser Zeit wurden auch die Malereien von Johann Georg Loosen auf den Säulen im Langhaus hinzugefügt, die im Mittelalter sehr wahrscheinlich nicht vorhanden waren. Einige der Malereien auf den Säulen tragen unauffällig den Hinweis „Von Essenwein ergänzt 1880“. Nach den mittelalterlichen Traditionen der Ausmalung romanischer Kirchen wurde jedoch nur das Sanktuarium ausgemalt, nie aber das Langhaus.
Unter wohl weitgehender Übernahme des Gegenständlichen wurde 1880/81 eine vollständige Neubemalung des Domes durchgeführt. 1876 waren bereits die Heiligenfiguren an den Mittelschiffpfeilern geschaffen worden. Ältere Aufnahmen zeigen, dass der Dom damals im gesamten Mittelschiff mit ornamentaler und figürlicher Malerei versehen war.
Am nordwestlichsten Langhauspfeiler sowie im Vierungsgewölbe sind noch heute Inschriften mit dem Namen des mittelalterlichen Künstlers zu finden. Darin verweist ein „Johannes Wale“ oder „Johannes Gallicus“ stolz auf sein Werk: „Würden diese Figuren unter den Lebenden weilen, würden sie mit Recht bei den Göttern wohnen.“
Sowohl die Malereien als auch der Name Gallicus deuten auf eine Beeinflussung des Künstlers aus Frankreich hin. Der Stilbefund der Malereien erlaubt eine Datierung in die Zeit um 1230/50. Außerdem bestehen deutliche Bezüge zur Bemalung der Holzdecke in St. Michael in Hildesheim, deren ausführende Werkstatt eng mit der in Braunschweig verbunden gewesen sein dürfte. Kontinuum ist bei den Darstellungen die gleiche eckige Behandlung besonders der unteren Gewandfalten. Diese kantige Darstellungsform wurde als „Zackenstil“ bezeichnet und war in der zweiten Hälfte des 13. Jahrhunderts sehr weit verbreitet.
Den besten Eindruck des Originalzustandes zeigt der südliche Querhausarm, der 1954/56 in mühevoller Kleinarbeit von Restaurator Fritz Herzig wiederhergestellt wurde. Dabei untersuchte dieser auch die von Johannes Gallicus verwendete Secco-Technik.
Generell folgen solche mittelalterlichen Ausmalungen einem thematisch festgelegten Bildprogramm. Ein Teil der Bilder wendet sich biblischen Themen zu, meist einem ausgeprägt christologischen Bilderzyklus; ein weiterer Teil beschäftigt sich mit der Genealogie des oder der Stifter, ein anderer beschäftigt sich mit der Geschichte der Patrone.
Es sei hier kurz auf die Szenenfolgen eingegangen (vom Chor über die Vierung ins südliche Querhaus): Wurzel Jesse (Stammbaum Jesu), Himmlisches Jerusalem (Weisung), Zyklen von der Auffindung des wahren Kreuzes Jesu durch die Heilige Helena, die Märtyrerlegenden des Heiligen Blasius, Johannes des Täufers und Thomas Becket von Canterbury, das nördliche Querhaus wurde im Anschluss an die Aufdeckung im 19. Jahrhundert mit Szenen aus dem Leben Christi versehen, im Mittelalter waren diese Wände offenbar unbemalt.
In der mittleren Apsis thront der wiederkehrende Christus Pantokrator auf einem Regenbogen, um die Welt zu richten. In den Toren des gemalten Mauerkranzes wachen die zwölf Apostel. Vom Lamm Gottes im Zentrum ausgehend sind Szenen dargestellt, die von der Hoffnung auf neues Leben geprägt sind: die Geburt Christi, die Frauen am leeren Grab des Auferstandenen, das Brotbrechen des Auferstandenen mit zwei Jüngern in Emmaus und die Ausgießung des Heiligen Geistes zu Pfingsten.
In der Wölbung des Chorraumes ist die irdische Abstammung Jesu von König David zu Maria dargestellt, unter vielfachen Verästelungen zu anderen undefinierbaren Königen, die das gesamte Gewölbe füllen.
Gegenüber der einstigen Kaiserempore im Südquerhaus, also bei jedem Gottesdienst im Angesicht Kaiser Otto IV., ist die Legende von der Auffindung des Heiligen Kreuzes durch die Heilige Helena dargestellt. Sie verweist auf die Pilgerreise Heinrichs des Löwen nach Jerusalem. Da Helena die Mutter Konstantins war, des ersten christlichen Kaisers in Rom, und auf einem Schild der streitenden Truppen der Reichsadler zu sehen ist, manifestiert der Fries aber auch das welfische Selbstverständnis als direkte Erben des römischen Kaisertums, wie es Kaiser Otto IV. verkörperte. Bei der Darstellung des Reichsadlers soll es sich um dessen älteste Wiedergabe handeln. Hier zeigt sich auch der Initiator der Ausmalung des Braunschweiger Doms und seine Intention: Otto IV. kümmerte sich bereits zu Lebzeiten um die Gestaltung seiner Grablege. Die thematische Gliederung der Ausmalung ist also im Zusammenhang mit der weiteren Ausgestaltung des Domes als Gesamtausstattung einer kaiserlichen Grablege zu verstehen.
Es gibt ein zusammenhängend erhaltenes Kontinuum der Wandmalerei. Dieses zeigt – wenn auch teilweise durch die Überarbeitung des 19. Jahrhunderts etwas verfremdet – die Bedeutung von Wandmalereien für den mittelalterlichen Kirchenbau und deren Erzählfreude. Noch mehr als der heutige Besucher war der damalige Betrachter beeindruckt von der bunten Bilderfolge und den prachtvollen, teilweise vergoldeten Szenen, die in ihrer Gesamtheit zu den umfangreichsten Zyklen auf deutschem Boden zählen.
Vor dem Hintergrund der geplanten grundlegenden Bestandssicherung wurde in den letzten Jahren eine weitreichende Bestandsaufnahme zur Vorbereitung einer groß angelegten Restaurierung der Malereien durchgeführt, wobei die mittelalterlichen Malereien von späteren Übermalungen wieder freizulegen sind.
Im Südquerhaus sind noch etwa 40 Prozent der Originalausmalung erhalten, wobei es sich bei diesen um die farbintensiveren Flächen handelt. Die Nachmalungen der verschiedenen Restaurierungen sind hingegen eher verblasst. Die gotische Idee, durch große Fenster möglichst viel Licht in den Kirchenraum zu lassen, hat den romanischen Malereien geschadet.

### Imervard-Kreuz

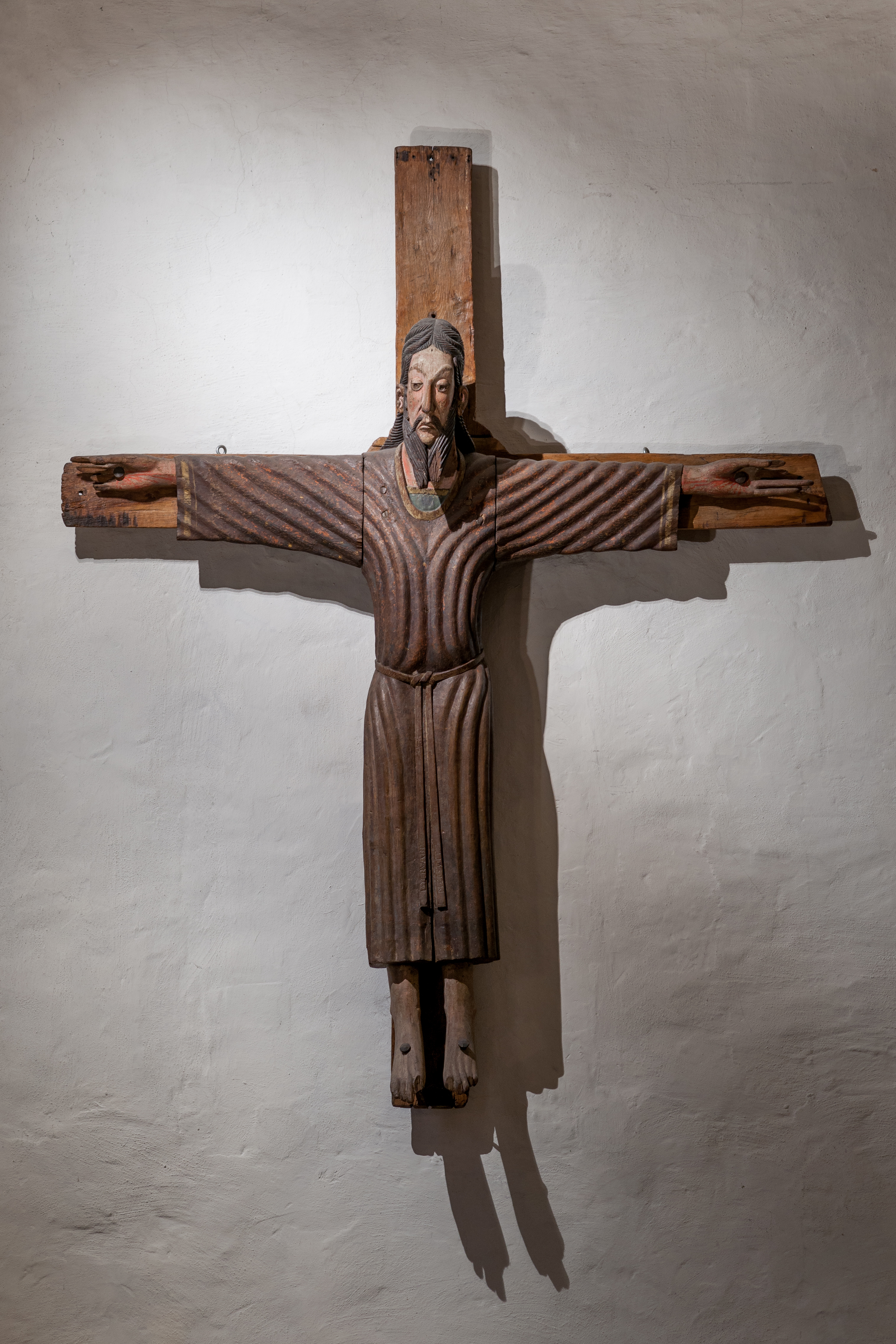
Imervard-Kreuz

Innerhalb und außerhalb des Domes befinden sich zahlreiche historische Kunstwerke. Im nördlichen Seitenschiff ist das sogenannte „Imervard-Kreuz“. Es ist belegt, dass dieses romanische Kreuz älter als der Braunschweiger Dom ist – es stammt vermutlich aus dem Jahre 1150.
Es handelt sich um ein romanisches Viernagelkreuz, das dem Volto-Santo-Typus zugeordnet wird. In der Wissenschaft werden stilistische Bezüge zu dem Kreuz des Domes von Lucca hergestellt. Sehr wahrscheinlich handelt es sich um ein Prozessionskreuz, das einer Prozession (vielleicht auch einem Kreuzzug oder einer Pilgerreise?) voran getragen wurde. Im Hinterkopf verbirgt sich eine kleine Lade, in der Reliquien aufbewahrt wurden. Auf dem Gürtel des Gekreuzigten ist die lateinische Inschrift „IMERVARD ME FECIT“ (Imervard hat mich geschaffen) zu lesen.
Stilistisch gesehen wird hier, wie in romanischer Zeit üblich, kein leidender Christus dargestellt, sondern ein triumphierender Christus, ohne Dornenkrone, mit königlichem Gewand (Christus König).
Aus stilistischen Gründen handelt es sich mit Sicherheit nicht um ein Triumphkreuz, das auf einem Balken an der Vierung angebracht war.

### Marienaltar

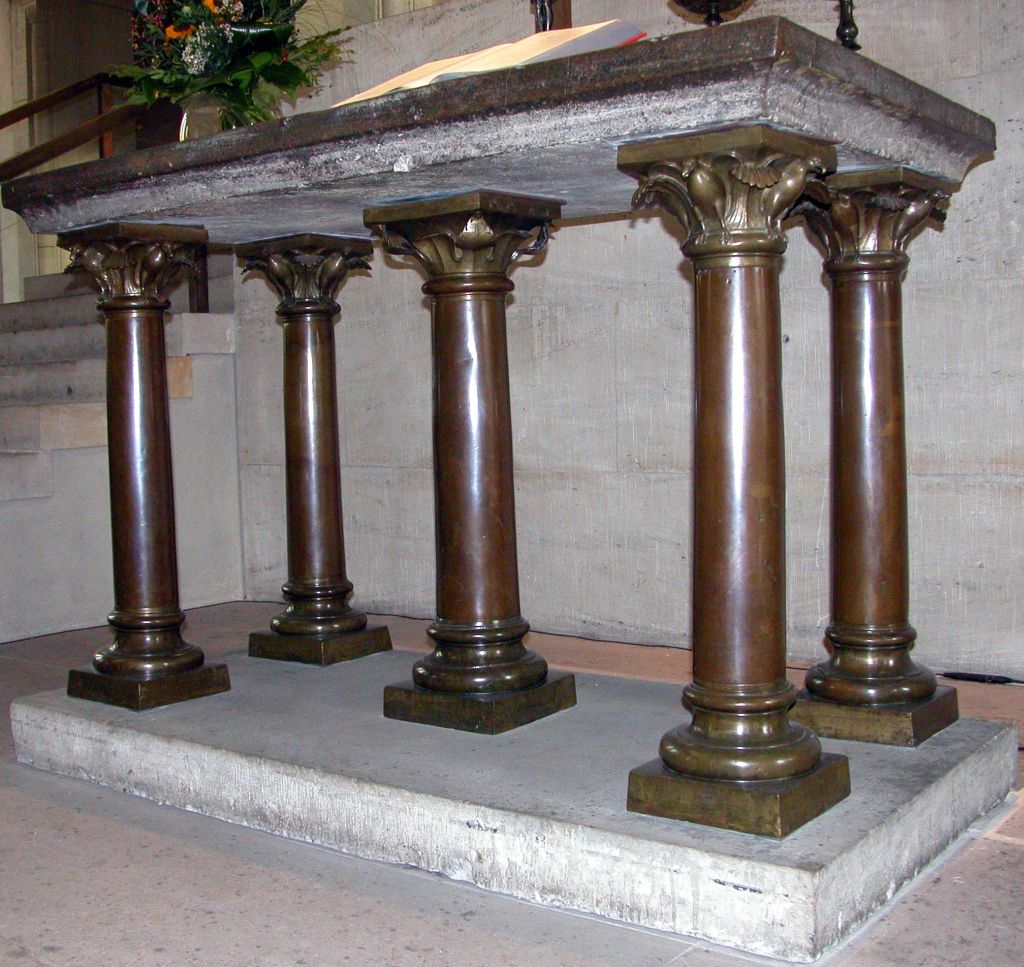
Der Marienaltar

Einer der vielen Altäre, die den Dom im Laufe der Jahrhunderte schmückten, ist der von Heinrich dem Löwen und seiner Frau Mathilde gestiftete Marienaltar. Bischof Adelog von Hildesheim weihte ihn am 8. September 1188, dem Tag der Geburt Mariens. Er besteht aus einer polierten Steinplatte (168 cm × 89 cm), die auf fünf Bronzesäulen (Höhe 95 cm) ruht. Die mittlere Säule enthält einen bleiernen Reliquienbehälter und eine lateinische Aufschrift, deren Übersetzung lautet:
„Im Jahre des Herrn 1188 ist dieser Altar zur Ehre der seligen Gottesmutter Maria geweiht worden von Adelog, dem ehrwürdigen Bischof von Hildesheim auf Veranlassung des berühmten Herzogs Heinrich, dem Sohn der Tochter des Kaisers Lothar II., und seiner frommen Gemahlin Mathilde, Tochter des englischen Königs Heinrich II., des Sohnes Mathildes, der Kaiserin der Römer.“
Der Marienaltar ist der einzige, der die über 800-jährige Geschichte des Domes „überlebt“ hat. Alle anderen Altäre sind verschwunden.

### Siebenarmiger Leuchter

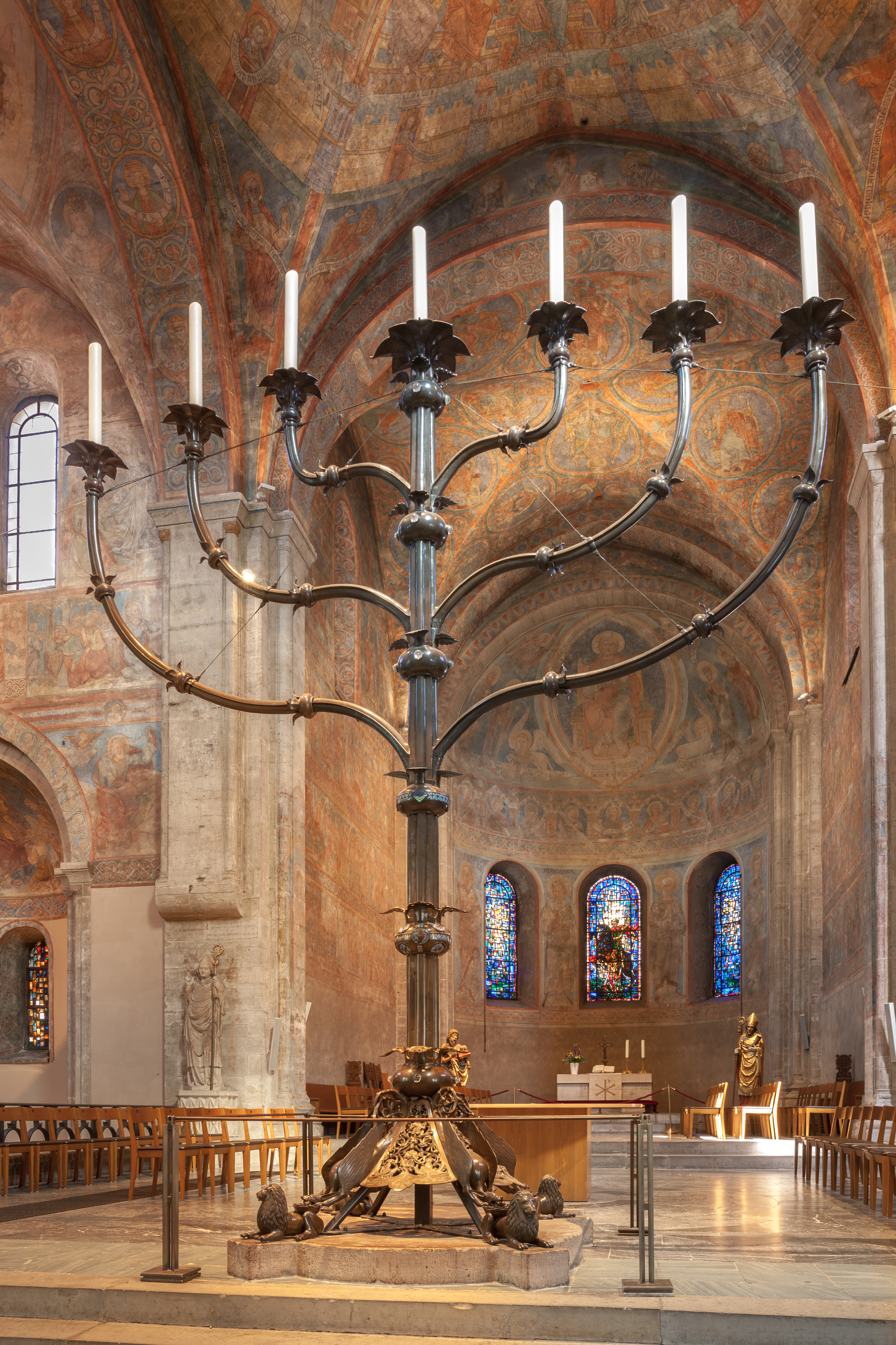
Der Siebenarmige Leuchter

Ein weiteres, berühmtes Objekt ist der Siebenarmige Leuchter, der vermutlich um 1190 entstand. Im Braunschweiger Dom befindet er sich auf jeden Fall bereits seit vor 1196, da sich Ludolf von Volkmarode in einer Stiftungsurkunde jenes Jahres verpflichtet hatte, für die Wachskerzen dieses Leuchters zu sorgen.
Der Leuchter besteht aus 77 bronzenen Einzelteilen, hat eine Höhe von fast fünf Metern, eine Spannweite von vier Metern und wiegt über 400 Kilogramm.
In Ausgestaltung und religiöser Symbolik ähnelt der Braunschweiger Leuchter stark der Menora sowie dem Lebensbaum. Ähnliche Leuchter sind nur noch im Essener Münster, im Mailänder Dom und in Kołobrzeg (Kolberg) im Kolberger Dom zu finden.
Der Leuchter hat trotz seiner Ähnlichkeit mit der Menora mit dieser wenig gemein. Als gesichert kann angenommen werden, dass der Stifter den Dom als Abbild des salomonischen Tempels verstanden wissen wollte. Jedoch ist in diesem Leuchter wohl eher ein Grableuchter (Bezug zum Baum des Lebens) zu sehen, den Heinrich der Löwe wahrscheinlich für das Grab seiner kurz zuvor verstorbenen Frau Mathilde stiftete. Bezeichnend ist ebenfalls die himmelwärtige, auf einen Punkt zielende Ausrichtung der lilienförmigen Kerzenschalen, was wiederum auf eine Auferstehungssymbolik hinweist.

### Grabmal Heinrichs des Löwen und Mathildes von England

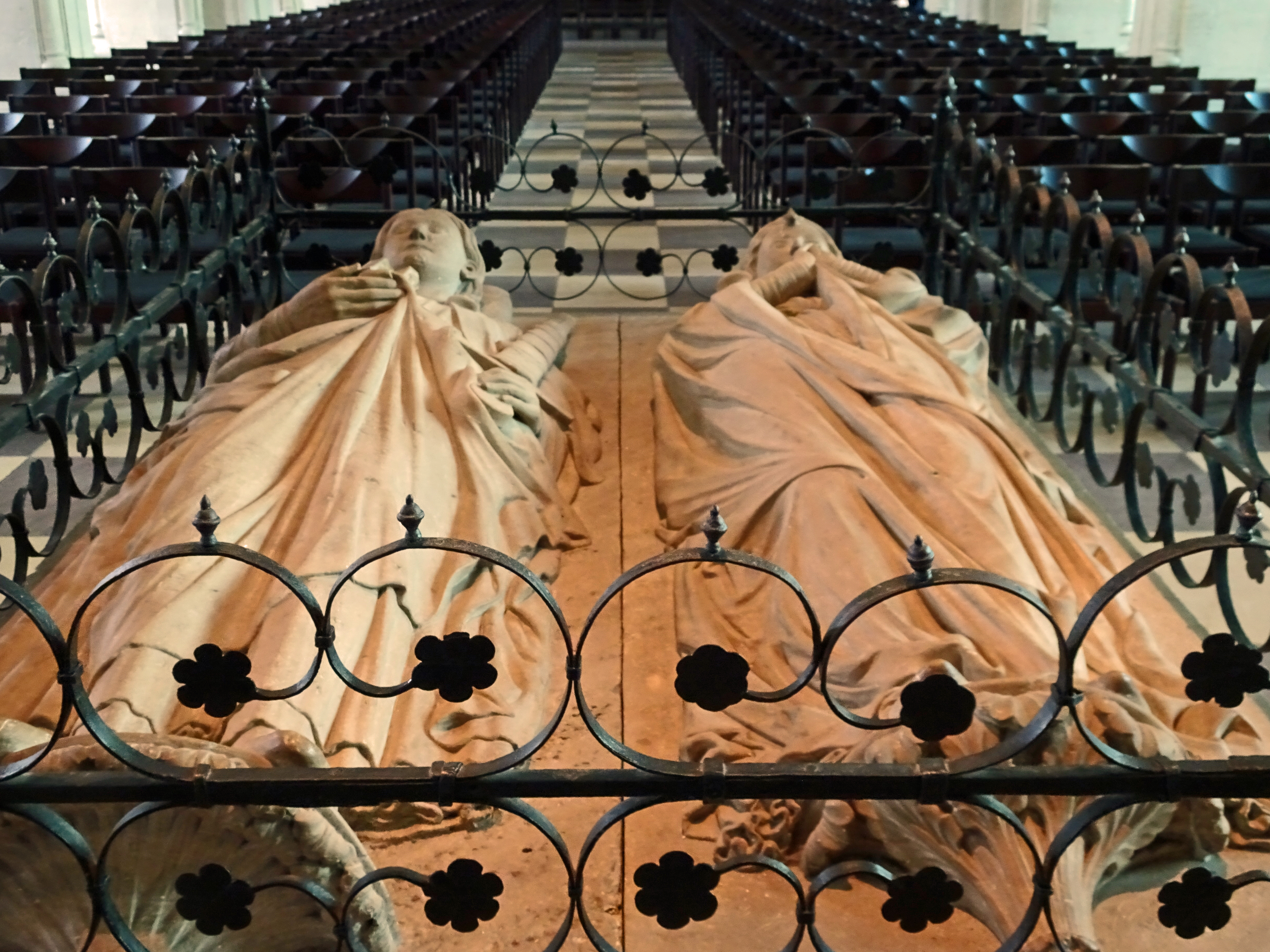
Grabmal Heinrichs des Löwen und seiner Gemahlin Mathilde (2017)

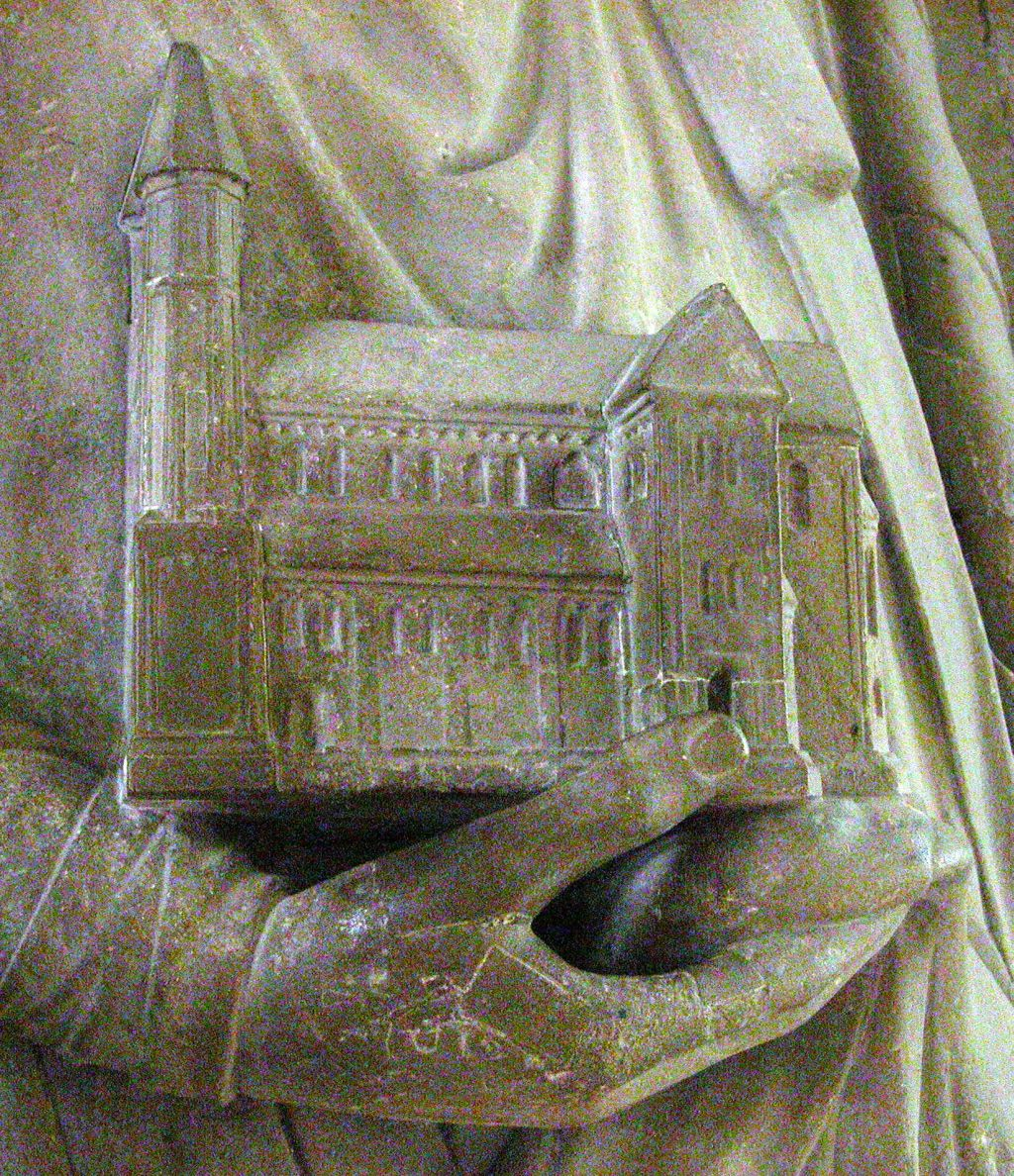
Modell des Domes auf dem Grabmal Heinrichs des Löwen

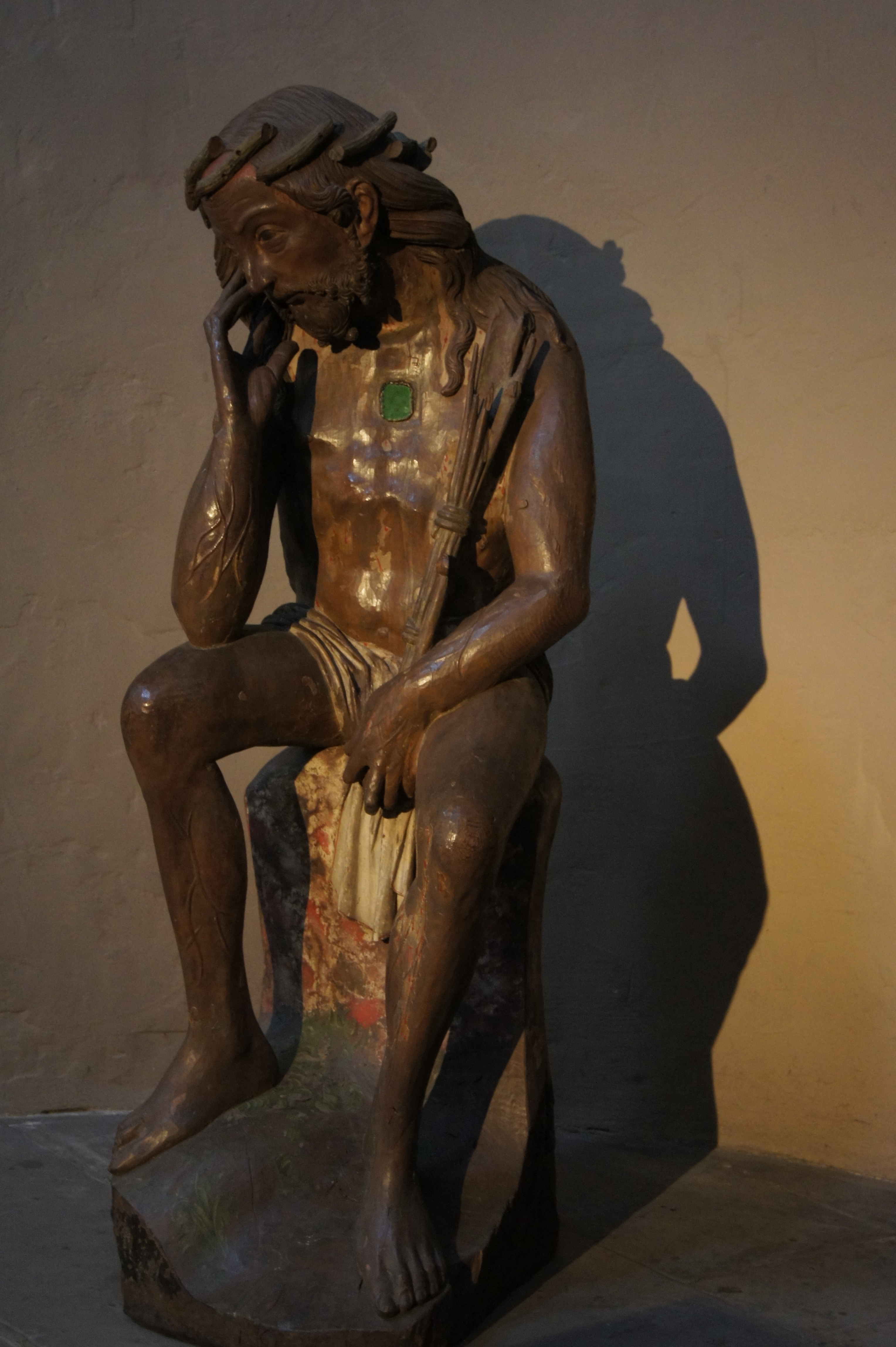
Christus in der Rast (Ende 14. Jahrhundert)

Vor dem Marienaltar befindet sich das Grabmal Heinrichs des Löwen und seiner zweiten Ehefrau Mathilde, das beide Stifter überlebensgroß darstellt.
Es ist nicht direkt mit der Lebenszeit des Herzogspaares verbunden, sondern einige Jahrzehnte nach deren Tod entstanden. Bei den Grabfiguren handelt es sich um idealisierte Gestalten, die aber aufgrund der hervorragenden künstlerischen Qualität die Lebensnähe von Abbildern zu gewinnen vermögen.
Das Herzogspaar ist nicht im Alter der jeweiligen Todeszeit dargestellt, sondern als gleichaltrige Personen in der Blüte ihres Lebens. Die gesellschaftliche Stellung und Bedeutung der Persönlichkeiten werden durch Gesten und Attribute betont.
Der in Blickrichtung der Grabfiguren auf der rechten Seite ruhende Heinrich hält ein Modell des Braunschweiger Doms in seiner rechten Hand, in der linken ein mit dem Schwertgurt umwickeltes Schwert als Zeichen der Gerichtsbarkeit.
Mathilde umfasst mit ihren vor der Brust gefalteten Händen eine Schlaufe ihres Mantels. So werden der Herzog als herrschaftlicher Initiator des Kirchenbaus und die Herzogin als fromme Frau dargestellt, deren Gebetshaltung durchaus ihrer zeitgenössischen Bezeichnung als religiosissima femina entspricht.
Die Lebendigkeit des Ausdrucks äußert sich vor allem in den souverän geführten Gewändern der Dargestellten. Sie fungieren primär nicht als Verhüllung, sondern deuten die Körperpartien naturnah an und sind sogar in das Handeln der Figuren eingebunden, so bei Heinrich, der einen Mantelzipfel greift, um nicht das Sanktuarium des Modells zu berühren.
Zuvor war bei den früheren Grabplatten, etwa der des Rudolf von Schwaben aus dem 11. Jahrhundert im Dom zu Merseburg, ein Konflikt zwischen dem scheinbaren Stehen und dem tatsächlichen Liegen der Figuren sichtbar geworden.
Eine neue naturalistische Auffassung, die sich zeitlich eng verbunden mit den Grabplatten der Plantagenêts, insbesondere Heinrichs II. von England († 1189) in der Abtei Fontevraud, in dieser Gegend jedoch erstmals in diesen Figuren manifestiert, überwindet diese Unentschiedenheit. Die Gewänder sinken zwischen den Beinen ein oder umhüllen geschmeidig fließend die Körper, an denen sie eigentlich herabhängen müssten, wenn Standfiguren gemeint wären. Auch das Kirchenmodell scheint mehr auf Heinrichs Brust zu liegen denn auf seiner Hand zu stehen. Diese neuartige Gestaltungsweise als künstlerische Errungenschaft hält sich bis in die jüngste Zeit im Mittelpunkt des Interesses der kunsthistorischen Forschung zum Braunschweiger Grabmal.
Zur Datierung des Grabmals anhand des Kirchenmodell, welches die Figur Heinrichs hält, gibt es unterschiedliche Meinungen, je nachdem, ob die ersten gotischen Fenster des Domes als nachträgliche Veränderungen angesehen werden oder als Teil des Urbaues. Die Kirche war bei ihrer Errichtung als Grablege vorgesehen, das aufwändige Ambiente für besonders wichtige Stellen war nicht unüblich (z. B. etwa zwanzige Jahre später das eine achtrippige Gewölbe im Herforder Münster). Heinrich der Löwe war international vernetzt, und in Frankreich baute man schon seit etwa 1140 gotisch. Die dendrochronologisch um 1204/1206 (also vor Baubeginn des Magdeburger Doms) datierte Dorfkirche von Winterfeld im Westen der Altmark hat schon Spitzbogenfenster, die ein für ländliche Bauherren erreichbares Vorbild haben müssen. Daher schwanken die Datierungen zwischen vor 1200 und 1260. Eine wichtige historische Quelle zur Datierung des Grabmals sind die Annalen des welfischen Hauschronisten Arnold von Lübeck von 1210, die ein sehr bemerkenswertes Grabmal (satis memorabilis sepultura) Heinrichs und seiner Frau Mathilde in St. Blasius erwähnen. Diese Quelle kann bei der Datierung des Grabmals eigentlich nicht außer Acht gelassen werden.

### Christus in der Rast
Im Braunschweiger Dom befindet sich auch die älteste erhaltene Darstellung in Holz eines Christus in der Rast. Sie entstammt dem Ende des 14. Jahrhunderts. 

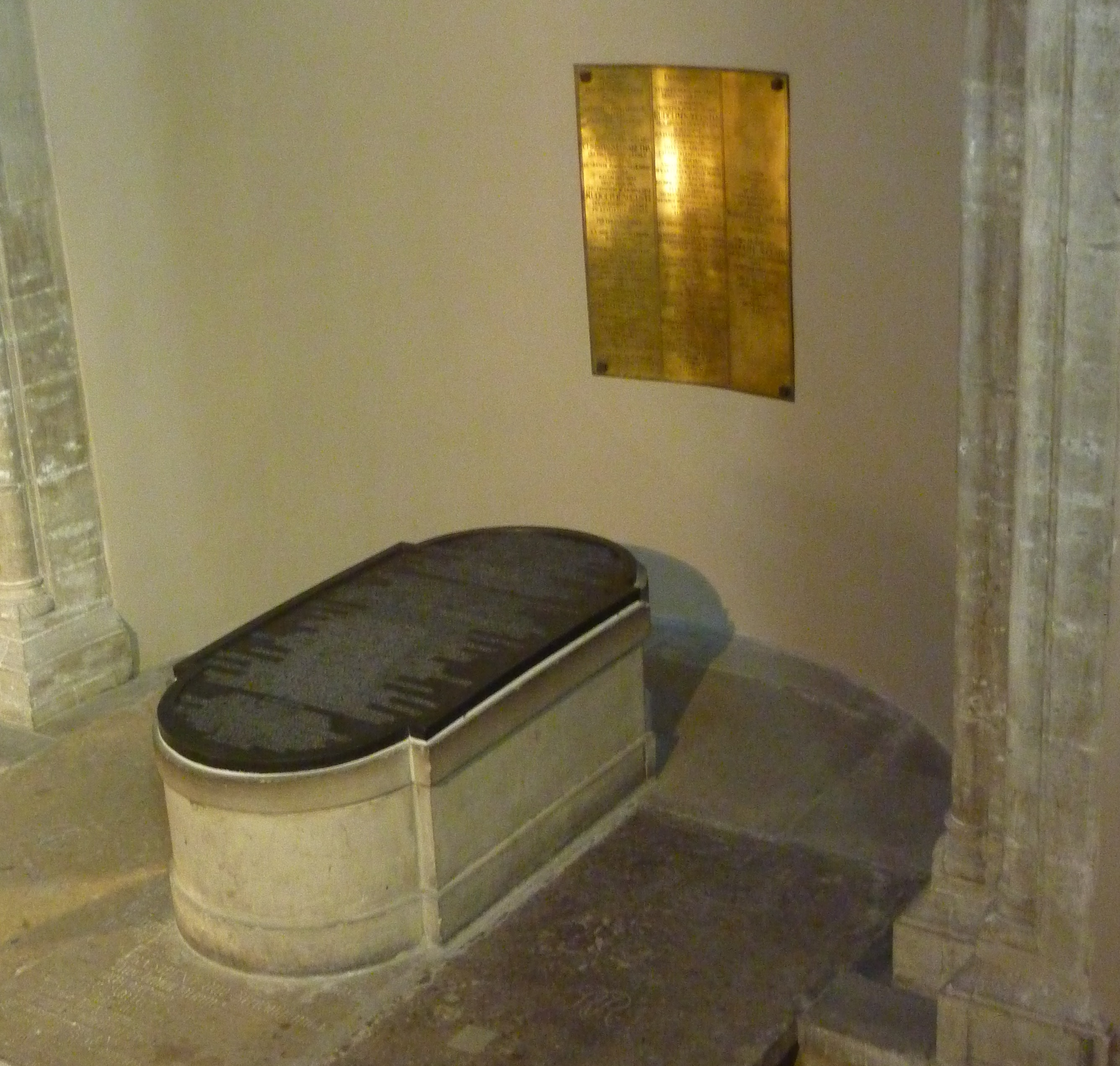
Welfentumba in der nördlichen Apsis

### Welfentumba
Herzog Anton Ulrich von Braunschweig-Wolfenbüttel ließ 1707 die im Langhaus bestatteten Gebeine seiner Vorfahren exhumieren und in einer monumentalen Kalkstein-Tumba gemeinsam beisetzen. Diese ist mit einer bronzenen Inschriftplatte bedeckt, auf der u. a. Kaiser Otto IV. und dessen erste Ehefrau Beatrix von Schwaben genannt sind. Das Grabmal des Kaiserpaars befand sich ursprünglich vor dem Grabmal von Ottos Eltern Heinrich der Löwe und dessen Ehefrau Mathilde, woran eine 2009 dort angebrachte Platte im Boden erinnert.
Über der Welfentumba erinnert eine Messingtafel an die um 1700 im nördlichen Querhausarm
eingerichtete Gruft für Herzog Rudolf August von Braunschweig-Wolfenbüttel und seine Gemahlinnen, die jedoch 1934 beseitigt wurde.

### Sonnenuhren

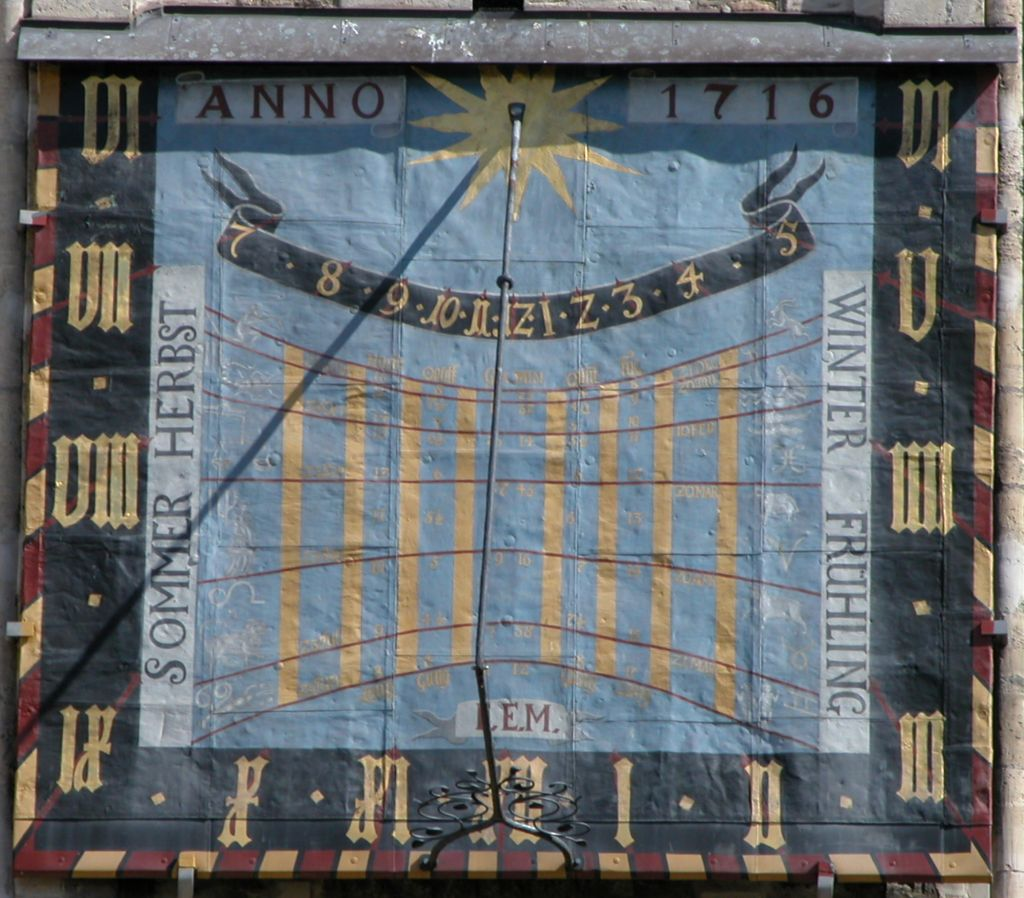
Große Sonnenuhr

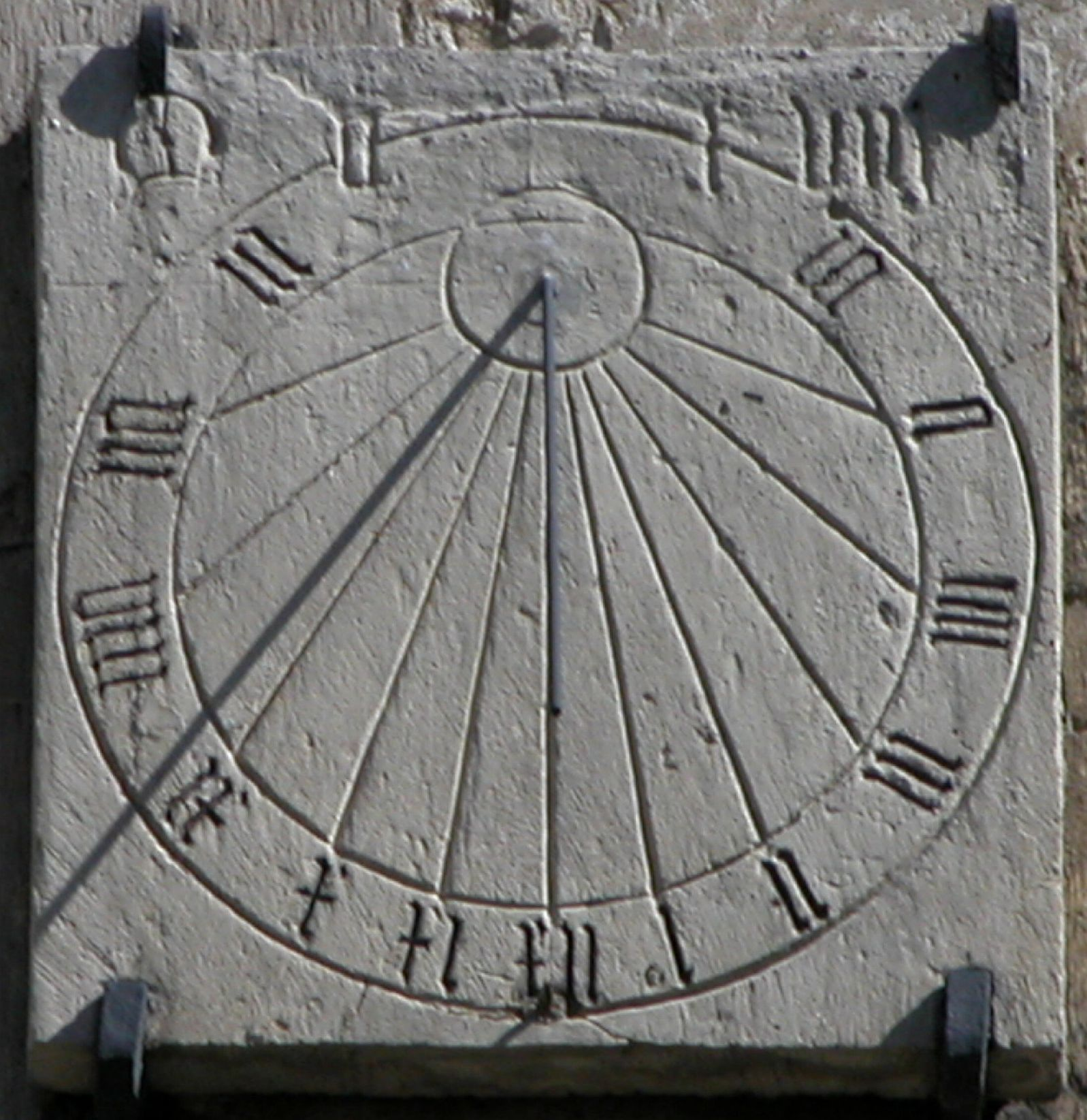
Kleine Sonnenuhr

Am Dom befinden sich vier Sonnenuhren, die aus den Jahren 1334, 1346, 1518 und 1723 stammen.
Die beiden ältesten Uhren sind der Zeit entsprechend lediglich als Halbkreis geformt. Die Uhr aus dem Jahre 1518 zeigt bereits verschiedene Entwicklungsstufen dieses Uhrentyps. Die große Sonnenuhr am südlichen Turm wurde ursprünglich von dem Augsburger Kunsttischler Georg Hertel für die Städtische Münze am Kohlmarkt geschaffen und wurde erst 1723 (eventuell auch bereits 1716) am Dom angebracht. An ihr kann man nicht nur die Tageszeit und einige astronomische Daten ablesen, sie kann auch als Kalender genutzt werden.

### Orgeln

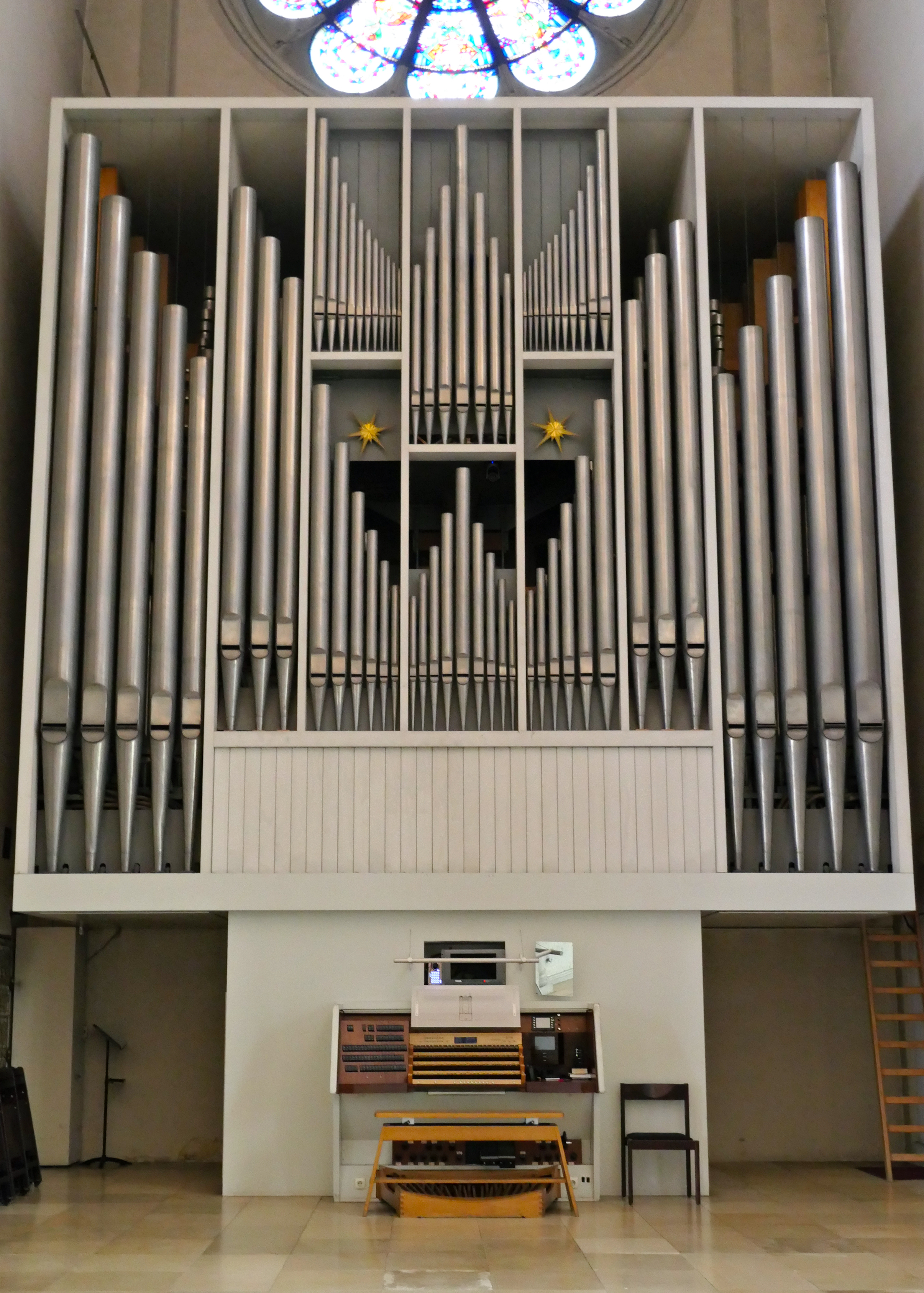
Dom-Orgel von 1962 aus der Werkstatt Karl Schuke

Die älteste bekannt gewordene Orgel des Domes wurde im Jahre 1499 von dem Orgelbauer Heinrich Kranz erbaut. Näheres ist über das Instrument nicht bekannt. Es wurde Anfang des 17. Jahrhunderts zu einer Barockorgel umgebaut und im Laufe der Zeit erweitert. Zu Beginn des 19. Jahrhunderts muss die Orgel auf einer Empore in einer Höhe von etwa 4,50 Metern gestanden haben und hatte einen Prospekt, der ca. 12,50 Meter hoch und 8,70 Meter breit war. Im Zuge der Restaurierung des Domes in den Jahren 1877 bis 1895 wurde eine massive Orgelempore in neo-romanischem Stil errichtet, auf der eine neue Orgel mit 85 Registern (5863 Pfeifen) aufgestellt wurde. Dieses von Furtwängler & Hammer erbaute Instrument war mit einem Fernwerk im Chor verbunden und wurde 1960 für 14.000 D-Mark an die St.-Marien-Kirche in Hannover verkauft.

#### Domorgel
Die heutige Orgel geht zurück auf ein Instrument, das im Jahre 1962 von der Firma Karl Schuke Berliner Orgelbauwerkstatt mit 55 Registern auf vier Manualen und Pedal erbaut wurde. 1992 baute dieselbe Firma das Schleifladen-Instrument um: Das Positiv erhielt eine Schwellvorrichtung, außerdem wurden eine 64-fache Setzeranlage installiert und ein Crescendotritt eingebaut. 2002/2003 intonierte die Firma Freiburger Orgelbau Hartwig Späth Orgelbaumeister die Orgel komplett neu. Darüber hinaus wurde der Winddruck erhöht, einige bestehende Register gegen neue ausgetauscht, das Schwellwerk mit Bleiplatten und Isoliermaterial klanglich abgedichtet, der Crescendotritt gegen eine Walze ausgetauscht und eine neue Setzeranlage mit unbegrenzter Speicherzahl hinzugefügt. Das Instrument hat heute 57 Register auf vier Manualwerken und Pedal. Eine Besonderheit sind die beiden Brustwerke, die jeweils schwellbar sind. Die Spieltrakturen sind mechanisch, die Registertraktur ist elektrisch. Die Orgel hat folgende Disposition:
| I Schwellwerk C–g3 |                    |       |     |
| 1.                 | Prinzipal          | 08′   |     |
| 2.                 | Gedackt            | 08′   |     |
| 3.                 | Spitzgambe         | 08′   |     |
| 4.                 | Schwebung          | 08′   | (N) |
| 5.                 | Oktave             | 04′   |     |
| 6.                 | Koppelflöte        | 04′   |     |
| 7.                 | Waldflöte          | 02′   |     |
| 8.                 | Quinte             | 1 ⁄3′ |     |
| 9.                 | Sesquialtera II    |       |     |
| 10.                | Mixtur V           |       |     |
| 11.                | Fagott             | 16′   | (N) |
| 12.                | Englische Trompete | 08′   | (N) |
| 13.                | Oboe               | 08′   |     |
|                    | Tremulant          |       |     |

| II Hauptwerk C–g3 |               |       |     |
| 14.               | Prinzipal     | 16′   |     |
| 15.               | Oktave        | 08′   |     |
| 16.               | Rohrflöte     | 08′   |     |
| 17.               | Oktave        | 04′   |     |
| 18.               | Nachthorn     | 04′   |     |
| 19.               | Quinte        | 2 ⁄3′ |     |
| 20.               | Oktave        | 02′   |     |
| 21.               | Flachflöte    | 02′   |     |
| 22.               | Mixtur VI     |       |     |
| 23.               | Scharff IV    |       |     |
| 24.               | Trompete      | 16′   |     |
| 25.               | Trompete      | 08′   |     |
| 26.               | Trompete      | 04′   |     |
|                   | Morgenstern 0 |       | (N) |
|                   | Abendstern    |       | (N) |

| III Brustwerk C–g3 |                 |    |
| 27.                | Holzgedackt     | 8′ |
| 28.                | Holzprinzipal   | 4′ |
| 29.                | Prinzipal       | 2′ |
| 30.                | Sifflöte        | 1′ |
| 31.                | Terzian II      |    |
| 32.                | Scharff III–V 0 |    |
| 33.                | Trichterregal   | 8′ |
| 34.                | Singend Regal   | 4′ |
|                    | Tremulant       |    |

| IV Brustwerk C–g3 |              |     |
| 35.               | Quintadena 0 | 08′ |
| 36.               | Blockflöte   | 04′ |
| 37.               | Rohrpfeife   | 02′ |
| 38.               | Dezime II    |     |
| 39.               | Septade II   |     |
| 40.               | Cymbel III   |     |
| 41.               | Rankett      | 16′ |
| 42.               | Krummhorn    | 08′ |
|                   | Tremulant    |     |

| Pedal C–f1 |                    |     |     |
| 43.        | Untersatz          | 32′ | (N) |
| 44.        | Prinzipal          | 16′ |     |
| 45.        | Subbass            | 16′ |     |
| 46.        | Zartbass           | 16′ | (N) |
| 47.        | Oktavbass          | 08′ |     |
| 48.        | Gemshorn           | 08′ |     |
| 49.        | Choralbass         | 04′ |     |
| 50.        | Nachthorn          | 02′ |     |
| 51.        | Rauschpfeife III 0 |     |     |
| 52.        | Mixtur VI          |     |     |
| 53.        | Fagott             | 32′ |     |
| 54.        | Posaune            | 16′ |     |
| 55.        | Trompete           | 08′ |     |
| 56.        | Trompete           | 04′ |     |
| 57.        | Cornett            | 02′ |     |

- Koppeln: I/I Sub (2003), I/II, I/II Sub (2003), III/I (2003), III/II, IV/I (2003), IV/II, IV/III, I/P, II/P, III/P, IV/P
- Spielhilfen: Walze, Setzeranlage (unbegrenzte Speicherzahl)
- Anmerkungen

(N) = 2003 neu erbaut
1. ↑  Linkes Brustwerk
2. 1 2  Schwellbar
3. ↑  Rechtes Brustwerk

#### Chororgel

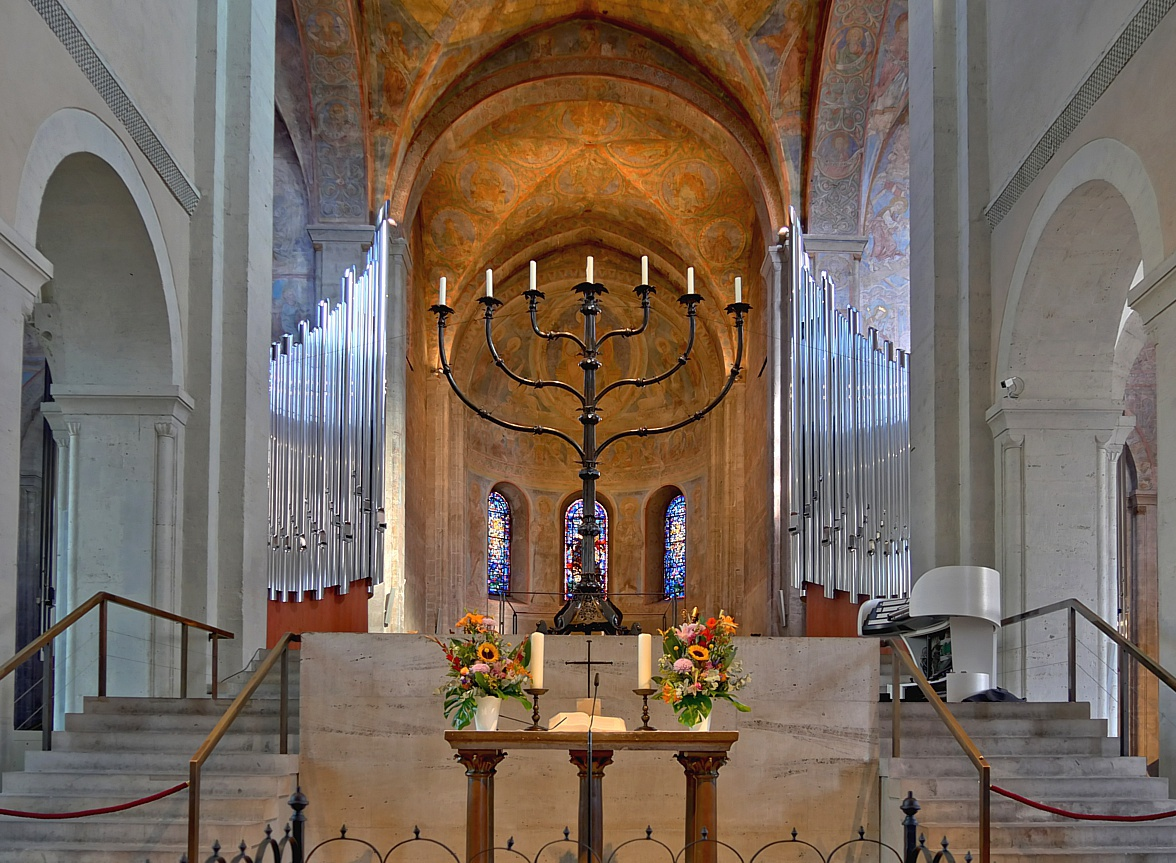
Neue Chororgel (2023) im Übergang zwischen Vierung und Querhaus

Im Dezember 2023 wurde im Dom eine neue Chororgel eingeweiht, die als dreiteiliges Instrument durch die Orgelbau-Werkstatt Freiburger Orgelbau Hartwig und Tilmann Späth gebaut wurde. Die Register der Chororgel werden in zwei einander gegenüberliegenden, spiegelsymmetrischen Zwillingsgehäuse verteilt; sowohl die „Nordorgel“ wie die „Südorgel“ sind nach drei Seiten hin schwellbar und können den Raum individuell beschallen. Die beiden Orgelgehäuse sind den Flügeln eines Engels nachempfunden und flankieren den Siebenarmigen Leuchter. Die Bassregister werden außerhalb der beiden Flügel an der Südwand des Querhauses untergebracht.
Insgesamt verfügt die Chororgelanlage derzeit über 26 klingende Register (2222 Pfeifen) auf drei Manualwerken und Pedal, zuzüglich 3 extendierten Manual-Registern und 16 Pedal-Transmissionen. Das Pedal selbst erhält nur 2 reale Register sowie 16 Transmissionen aus dem Nord- und Südturm. 6 weitere Register sind zum Ausbau vorbereitet. Die Chororgel kann zusammen mit der Hauptorgel von einem frei fahrbaren Spieltisch aus angesteuert werden.
Für die Finanzierung der Orgel wurde ein Orgelbauverein gegründet. Die Denkmalschutzbehörde stimmte dem Bau zu, obwohl damit ein Teil der Wandmalereien im Chor verdeckt wird.

| I Nordturm C–g3 (schwellbar) |                            |        |
| 1.                           | Double Diapason            | 16′    |
| 2.                           | Bourdon                    | 16′    |
| 3.                           | Diapason I                 | 08′    |
|                              | Diapason II (Ext. Nr. 1)   | 08′    |
| 4.                           | Claribel Flute             | 08′    |
| 5.                           | Bourdon                    | 08′    |
| 6.                           | Viola da Gamba             | 08′    |
| 7.                           | Vox coelestis              | 08′    |
| 8.                           | Octave                     | 04′    |
|                              | Violon (Ext. Nr. 1)        | 04′    |
| 9.                           | Harmonique Flute           | 04′    |
| 10.                          | Twelfth                    | 2 ⁄3′  |
| 11.                          | Fifteenth                  | 02′    |
| 12.                          | Mixture III                | 1 3⁄5′ |
|                              | Double Trumpet (Hochdruck) | 16′    |
| 13.                          | Trumpet (Hochdruck)        | 08′    |
|                              | Clarionet                  | 08′    |
|                              | Tremulant                  |        |

| II Südturm C–g3 |                            |     |
| 14.             | Contra Gamba               | 16′ |
| 15.             | Geigenprincipal            | 08′ |
| 16.             | Hohl Flute                 | 08′ |
| 17.             | Lieblich Gedackt           | 08′ |
| 18.             | Violin                     | 08′ |
| 19.             | Dulciana                   | 08′ |
| 20.             | Vox angelica               | 08′ |
| 21.             | Gemshorn                   | 04′ |
| 22.             | Concert Flute              | 04′ |
| 23.             | Piccolo                    | 02′ |
| 24.             | Mixture III–IV             | 02′ |
|                 | Contra Hautboy (Hochdruck) | 16′ |
| 25.             | Hautboy                    | 08′ |
|                 | Cornopean (Ext.)           | 08′ |
|                 | Clarion                    | 04′ |
|                 | Tremulant                  |     |

| III Solowerk C–g3 |                  |     |
|                   | Tuba Mirabilis   | 08′ |
|                   | Cathedral Chimes |     |
|                   | Leo              |     |

| Pedalwerk C–f1 |                            |     |
|                | Open Diapason              | 16′ |
|                | Bourdon (= Nr. 2)          | 16′ |
|                | Violone (= Nr. 1)          | 16′ |
|                | Contra Gamba (= Nr. 14)    | 16′ |
|                | Diapason (= Nr. 3)         | 08′ |
|                | Violone (= Nr. 1)          | 08′ |
|                | Geigenprincipal (= Nr. 15) | 08′ |
|                | Bourdon (= Nr. 5)          | 08′ |
|                | Viola da Gamba (= Nr. 6)   | 08′ |
|                | Octave (= Nr. 8)           | 04′ |
|                | Violone (= Nr. 1)          | 04′ |
|                | Harmonic Flute (= Nr. 9)   | 04′ |
| 26.            | Ophicleide Hochdruck       | 16′ |
|                | Double Trumpet (= I)       | 16′ |
|                | Contra Hautboy (= II)      | 16′ |
|                | Trumpet (= Nr. 13)         | 08′ |
|                | Cornopean (= II)           | 08′ |
|                | Clarion (= II)             | 04′ |

- Koppeln:
  - Normalkoppeln: II/I, III/I, III/II, I/P, II/P, III/P
  - Oktavkoppeln (ausgebaut bis g4): Sub/Super I, Sub/Super II
- freie Manualzuordnung der Werke
- Spielhilfe: Setzeranlage

- Anmerkungen

1. ↑  Röhrenglockenspiel

### Glocken

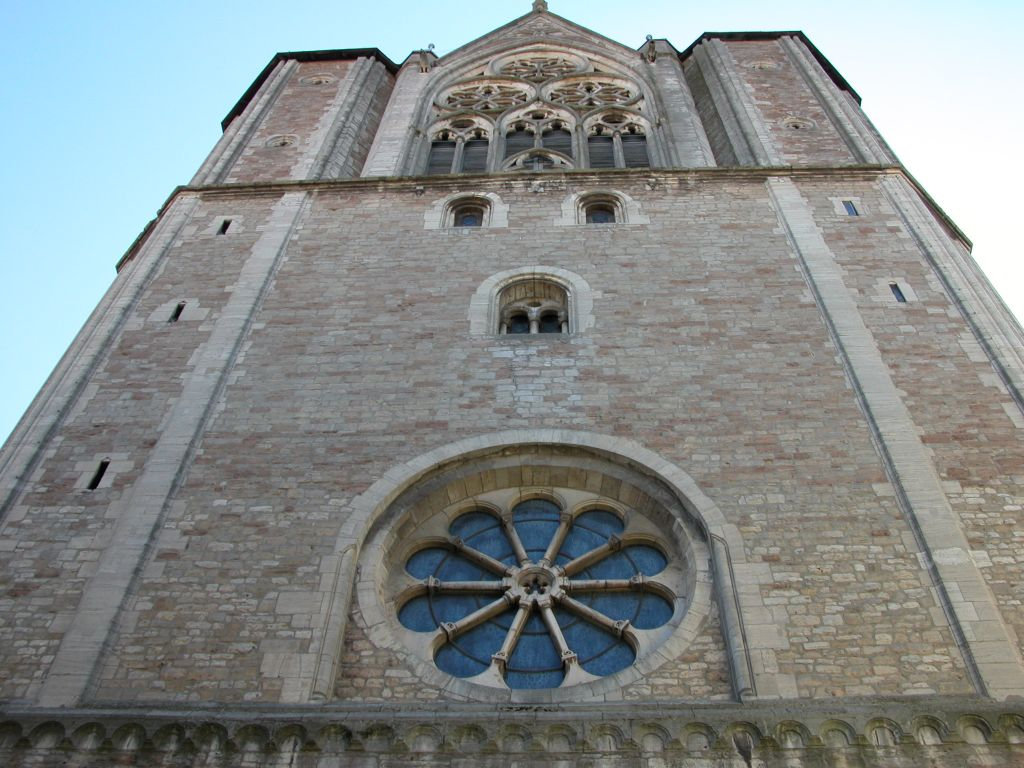
Westwerk

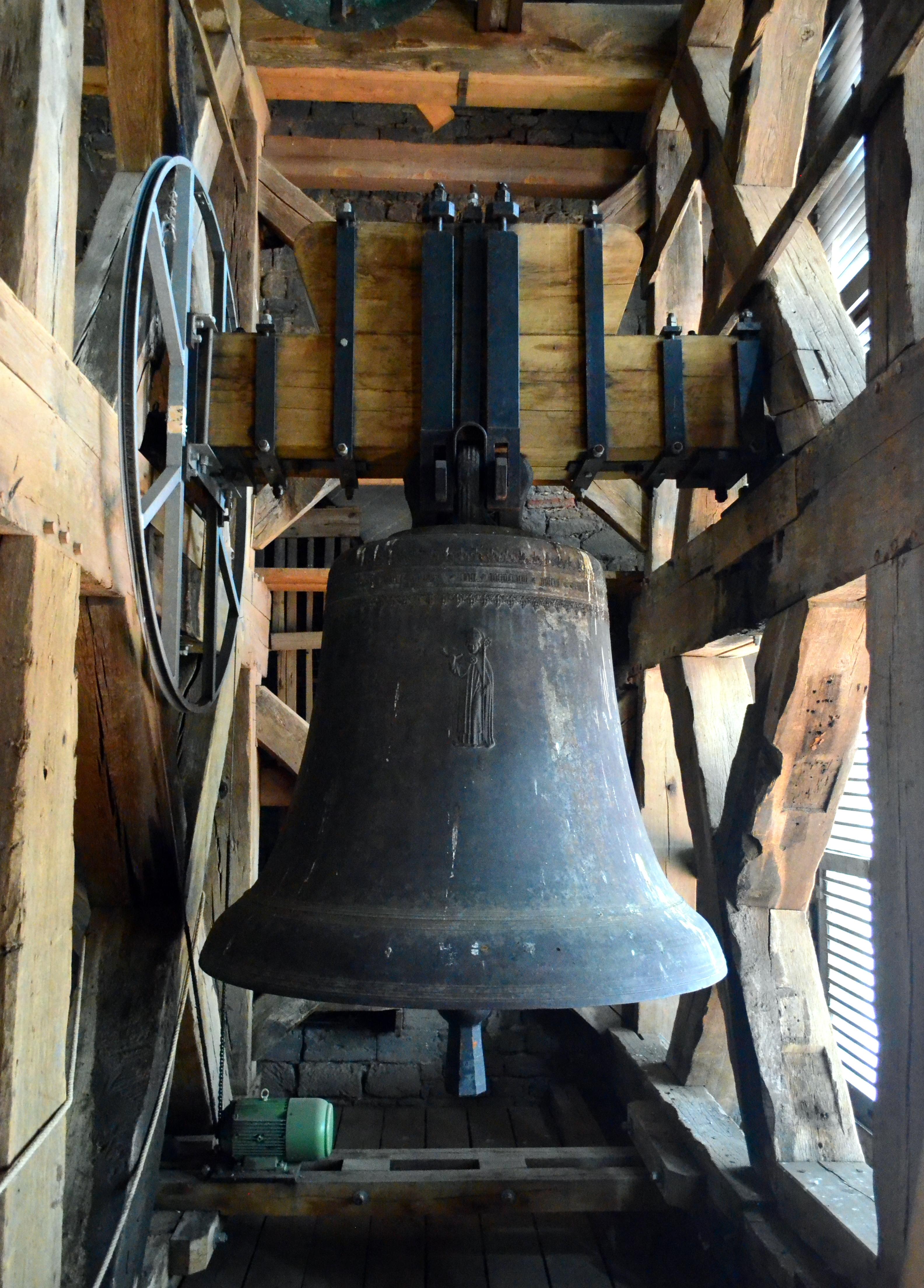
„Blasius major“, auch „Salvator“ genannt, mit 4,8 t die größte und schwerste Glocke des Doms, 1502 von Gerhard van Wou gegossen

Der Dom besitzt zwölf Glocken, darunter zehn mittelalterliche Glocken, eine aus dem Jahr 1700 und eine Glocke aus dem Jahr 1990. Das Geläut gehört zu den bedeutendsten Glockengeläuten Deutschlands.
Die älteste Glocke ist das sog. Adämchen resp. Blasius minimus. Aufgrund ihrer Form wird angenommen, dass diese Glocke aus dem 15. Jahrhundert stammt; der Gießer ist unbekannt.
Die drei größten Glocken des Geläuts (Salvator, Maria und Johannes) wurden im Jahre 1502 von einem der renommiertesten Glockengießer seiner Zeit, dem niederländischen Meister Gerhard van Wou, gegossen. Van Wou goss damals möglicherweise auch eine vierte Glocke, die Thomasglocke, die allerdings im Jahre 1660 abstürzte. An ihrer Stelle als viert-größter Klangkörper befindet sich seit 1990 eine Glocke, die 1989 von der Glockengießerei Rincker aus Sinn nachgegossen und unter dem Namen Thomas von Canterbury wieder in das Domgeläut eingefügt wurde.
Sechs weitere mittelalterliche Glocken (Glocken fünf bis zehn) wurden im Jahre 1506 von van Wous Gehilfen Heinrich von Kampen gegossen. Es wird vermutet, dass von Kampen noch eine oder zwei Glocken aus dem vorherigen Domgeläut dem neuen Domgeläut hinzufügte – unter anderem das Adämchen. Die kleine Gabrielsglocke wurde im Jahre 1700 von dem Braunschweiger Glockengießer Arnold Grete gegossen, und zwar aus dem Material einer ebenfalls im Jahre 1506 von Hinrik van Campen geschaffenen Glocke.
Während des Zweiten Weltkriegs sollten sämtliche Glocken des Domes abgeliefert und eingeschmolzen werden. Tatsächlich blieben die drei größten aber in der Glockenstube. Die anderen wurden nach Kriegsende unversehrt vom „Glockenfriedhof“ geborgen und an ihren angestammten Platz zurückgebracht.
Am 23. April 2006 verließen die drei größten Glocken des Domes (Blasius major, Maria und Johannes) zum ersten Mal seit über 500 Jahren ihren angestammten Platz im Glockenstuhl, um sich Restaurierungsarbeiten im Glockenschweißwerk Lachenmeyer in Nördlingen zu unterziehen. Nach vollendeter Arbeit kamen sie zwei Monate später, am 23. Juni, wieder nach Braunschweig zurück.
Schweißungen an Glocken wurden vorgenommen, um Risse wieder zu verfüllen, die infolge Materialermüdung entstanden waren. Dabei wurden die Risse zunächst ausgesägt, sodann wurde die Glocke auf Hochtemperatur gebracht, die jedoch noch weit unter dem Schmelzpunkt liegt. Anschließend wurden die Risse mit Bronze der exakt gleichen Legierung ausgegossen. Durch die Hochtemperatur wurden die Atome auch an den nicht geschweißten Teilen der Glocke neu ausgerichtet, eventuell ermüdete Stellen sind dann ebenfalls „wie neu gegossen“.
Im Zusammenhang mit den Schäden an den drei größten Glocken des Doms wurde in der letzten Zeit deutliche Kritik an der Läutepraxis geübt, die bislang darin besteht, diese Glocken täglich mindestens zehn Minuten zu läuten. Ein schonenderer Umgang mit den rund 500 Jahre alten Denkmalglocken wurde mehrfach vergeblich angemahnt.
Übersicht
| Glocke | Name                                    | Gussjahr | Gießer, Gussort               | Durchmesser | Masse   | Nominal     | Glockenstuhl |
| ------ | --------------------------------------- | -------- | ----------------------------- | ----------- | ------- | ----------- | ------------ |
| 1      | Salvator oder Blasius major             | 1502     | Gerhard van Wou               | 1935 mm     | 4800 kg | a° +1⁄16    | unten        |
| 2      | Maria                                   | 1502     | Gerhard van Wou               | 1726 mm     | 3300 kg | h° −1⁄16    | unten        |
| 3      | Johannes der Täufer                     | 1502     | Gerhard van Wou               | 1548 mm     | 2400 kg | cis′ −5⁄16  | unten        |
| 4      | Thomas von Canterbury                   | 1990     | Glockengießerei Rincker, Sinn | 1374 mm     | 1578 kg | d′          | Mitte        |
| 5      | Anna oder Dominikal                     | 1506     | Heinrich von Kampen           | 1053 mm     | 690 kg  | f′ +4⁄16    | Mitte        |
| 6      | Blasius medius et minor oder Bergglocke | 1506     | Heinrich von Kampen           | 941 mm      | 550 kg  | as′ −5⁄16   | Mitte        |
| 7      | Maria oder Wolfglocke                   | 1506     | Heinrich von Kampen           | 843 mm      | 380 kg  | b′ +2⁄16    | Mitte        |
| 8      | Thomas                                  | 1506     | Heinrich von Kampen           | 796 mm      | 320 kg  | h′ +3⁄16    | Mitte        |
| 9      | Kaspar, Vesper- oder Opfermannsglocke   | 1506     | Heinrich von Kampen           | 697 mm      | 220 kg  | des″ +5⁄16  | Mitte        |
| 10     | Katharina                               | 1506     | Heinrich von Kampen           | 643 mm      | 180 kg  | es″ −1⁄16   | Mitte        |
| 11     | Gabriel, Stimm- oder Bimmelglocke       | 1700     | Arnold Grete, Braunschweig    | 510 mm      | 90 kg   | f″ +6⁄16    | oben         |
| 12     | Adämchen oder Blasius minimus           | ~15. Jh. | unbekannt                     | 390 mm      | 36 kg   | es′′′ +4⁄16 | oben         |

### Krypta

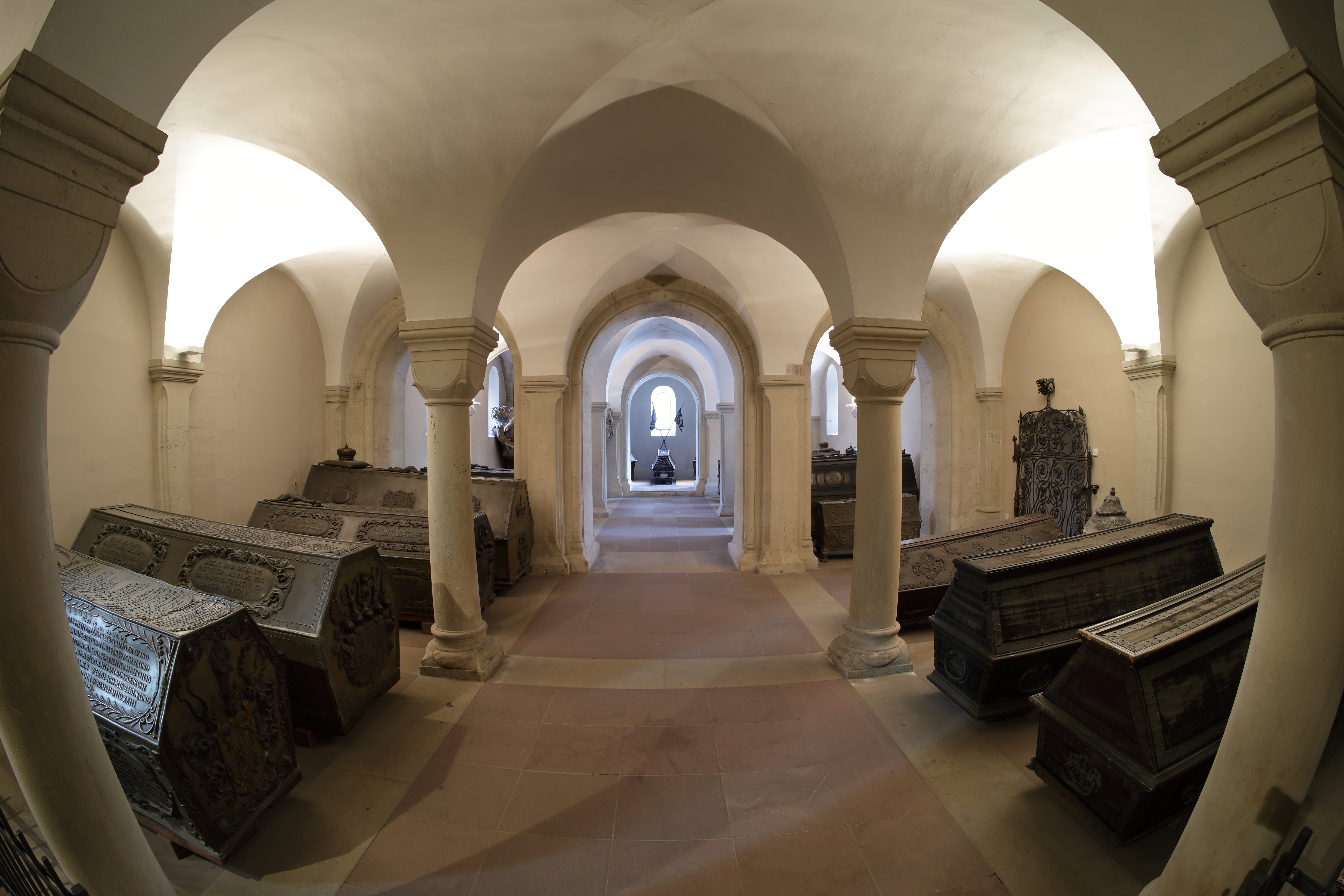
Krypta: Grablege der Welfen

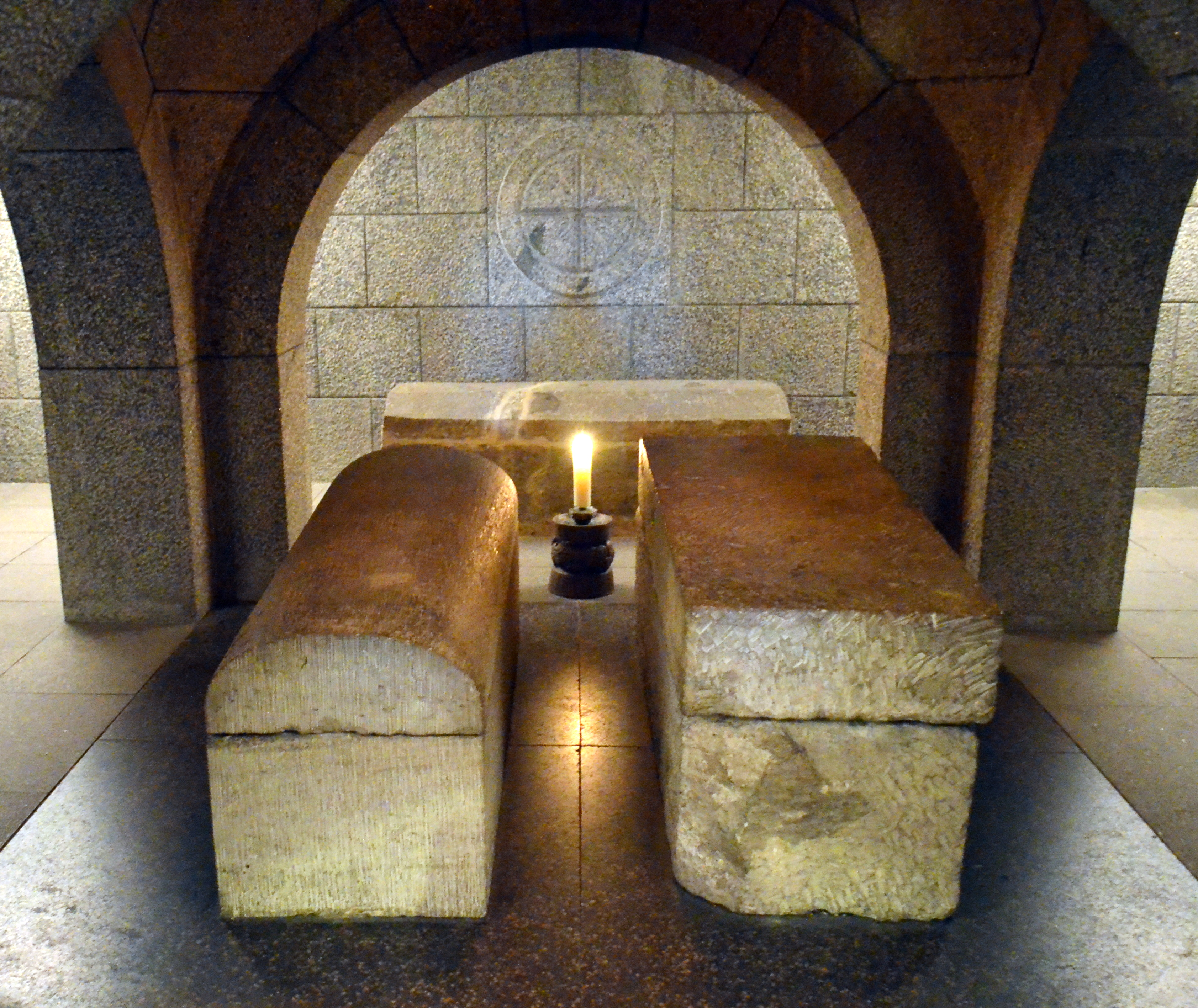
Krypta Heinrichs des Löwen. Links: Sarkophag Heinrichs des Löwen, rechts: Sarkophag seiner zweiten Ehefrau Mathilde Plantagenet. Im Hintergrund ein Sarkophag, in dem sich die sterblichen Überreste mehrerer Brunonen befinden, nämlich: Markgräfin Gertruds der Älteren von Braunschweig, Markgraf Ekberts II. von Meißen, und Gertruds der Jüngeren von Braunschweig, Schwester Ekberts II. und Urgroßmutter Heinrichs des Löwen.

Im Dom befindet sich eine große Krypta, die Grablege der welfischen Fürsten der braunschweigischen Linie vom 17. Jahrhundert bis in das 19. Jahrhundert.
In ihr sind unter anderem folgende Personen bestattet (in chronologischer und familiärer Reihenfolge):
- Gertrud die Ältere von Braunschweig († 1077), Markgräfin, gründete um 1030 die Vorgänger-Stiftskirche
- Ekbert II. von Meißen († 1090), Markgraf
- Gertrud die Jüngere von Braunschweig (um 1058–1117), Schwester Ekberts II. von Meißen, gründete 1115 das Aegidienkloster zu Braunschweig
- Heinrich der Löwe (1129–1195), Herzog von Sachsen und Bayern ⚭ Mathilde (1157–1189), zweite Ehefrau Heinrichs des Löwen, Tochter des englischen Königs Heinrich II.
- Ferdinand Albrecht I. (1636–1687) ⚭ Christine (1648–1702), geb. von Hessen-Eschwege
  - August Ferdinand (1677–1704)
  - Ferdinand Albrecht II. (1680–1735) ⚭ Antoinette-Amalie (1696–1762), Tochter von Ludwig Rudolf von Braunschweig-Wolfenbüttel
    - Karl I. (1713–1780), Gründer des Collegium Carolinum und der Porzellanmanufaktur Fürstenberg ⚭ Philippine Charlotte von Preußen (1716–1801), Schwester Friedrichs des Großen
      - Karl Wilhelm Ferdinand (1735–1806), seinen Wunden aus der Schlacht bei Jena und Auerstedt erlegen
        - Karoline Amalie Elisabeth (1768–1821), war verheiratet mit Georg IV., König von England
        - Friedrich Wilhelm (1771–1815), der „Schwarze Herzog“, gefallen in der Schlacht bei Quatre-Bras
          - Wilhelm (1806–1884), mit ihm ist die Linie Braunschweig-Wolfenbüttel ausgestorben

      - Maximilian Julius Leopold (1752–1785), Sohn Karl I., preußischer Generalmajor, bei der Rettung Ertrinkender selbst ertrunken

    - Ludwig Ernst (1718–1788), zuletzt Generalkapitän der Niederlande und Vormund von Wilhelm V. von Oranien, de facto Regent und Statthalter der Niederlande
    - Ferdinand (1721–1792), Sohn Ferdinand Albrecht II., preußischer Generalfeldmarschall, Sieger der Schlachten von Krefeld (23. Juni 1758) und Minden (1. August 1759)
    - Albrecht (1725–1745), Sohn Ferdinand Albrecht II., als preußischer Generalmajor in der Schlacht bei Soor gefallen
    - Friedrich Wilhelm (1731–1732), Sohn Ferdinand Albrecht II.
    - Friedrich Franz (1732–1758), Sohn Ferdinand Albrecht II., in der Schlacht bei Hochkirch gefallen

  - Ernst Ferdinand (1682–1746), Sohn Ferdinand Albrecht I. ⚭ Eleonore Charlotte von Kurland (1686–1748)
    - Friedrich Georg (1723–1776), Domherr zu Lübeck

  - Ferdinand Christian (1682–1706), Sohn Ferdinand Albrecht I.
  - Heinrich Ferdinand (1684–1706), Sohn Ferdinand Albrecht I.

## Zeit des Nationalsozialismus
1942 wurde die 5-Reichsmark-Banknote mit einer Abbildung des Doms mit dem Braunschweiger Löwen herausgegeben.
Die Nationalsozialisten versuchten mehrfach, Heinrich den Löwen und den Dom für die NS-Propaganda im Sinne ihrer Rassenideologie und Lebensraumpolitik zu instrumentalisieren. Besonderes Interesse hieran zeigte der braunschweigische Ministerpräsident, NSDAP-Mitglied Dietrich Klagges, der für Braunschweig den Titel der „deutschesten Stadt“ erringen wollte, einen Titel, den Hitler später Nürnberg zuerkannte.
Im Hinblick auf Heinrichs 1147 unternommenen Kreuzzug gegen die slawischen Völker nordöstlich Braunschweigs (bis zur Ostseeküste), deren daraus resultierende Unterwerfung sowie die danach verstärkte Ostkolonisation versuchten Vertreter der NS-Ideologie wie z. B. Alfred Rosenberg, Heinrich den Löwen als Vorreiter ihrer Ideologie erscheinen zu lassen.
Zwischen 1935 und 1940 wurde die aus dem 19. Jahrhundert stammende Inneneinrichtung des Domes vollständig entfernt und das Gebäude in Sinne des Regimes baulich und gestalterisch verändert.

### Öffnung des Grabes Heinrichs des Löwen

#### Hintergründe
Nach der Ernennung Hitlers zum Reichskanzler setzten umgehend weitreichende Aktivitäten ein, den neuen NS-Staat zu zentralisieren und die Macht allein in Berlin zu konzentrieren.
Der Freistaat Braunschweig hatte zwar mit Dietrich Klagges seinen eigenen Ministerpräsidenten, jedoch war dieser dem Reichsstatthalter von Braunschweig und Anhalt Wilhelm Friedrich Loeper unterstellt, der in Dessau residierte.
Klagges wollte jedoch aus Eigeninteresse (geplante NSDAP-Karriere) das Land Braunschweig weitestgehend vom Berliner Dirigismus unabhängig halten. Aus diesem Grunde schwebte ihm ein noch ins Leben zu rufender „Gau Ostfalen“ mit Braunschweig als Gauhauptstadt und ihm selbst als Gauleiter vor. Braunschweig sollte nach Klagges’ Vorstellungen NS-Muster- und Vorzeigestadt werden, so wurden unter anderem neue Mustersiedlungen in Mascherode und Lehndorf gebaut.

#### Heinrich der Löwe als Mittel zum politischen Zweck
Um seine Vorstellungen verwirklichen zu können, versuchte Klagges, Heinrich den Löwen für seine Zwecke politisch zu instrumentalisieren, indem er ihn dafür nutzte, die Aufmerksamkeit des Reiches und des „Führers“ auf Braunschweig – und damit auch auf sich selbst – zu lenken. So wurde Heinrich nach und nach zum „Vehikel“ für Klagges’ Pläne und so von ihm zum „Kolonisator des Ostens“ hochstilisiert; 1934 fand der Niedersachsentag in Braunschweig unter massiver „Präsenz“ Heinrichs des Löwen statt.
Am 5. Mai 1935, anlässlich eines offiziellen Staatsbesuchs von Hermann Göring und Hanns Kerrl, Reichsminister für kirchliche Angelegenheiten, in Braunschweig, eröffnete Klagges diesen seine Absicht, den Braunschweiger Dom in eine „nationale Gedenkstätte“ umzuwandeln. Er erhoffte sich von der NS-Prominenz entsprechende Rückendeckung im Reich und bei Hitler. Um den „Führer“ vollends für sich zu gewinnen, versuchte Klagges sogar, Hitler in eine Linie mit Heinrich dem Löwen zu stellen. In einer Ansprache am 20. Juni 1935 sagte er in Braunschweig: „Wir gehen nicht fehl, wenn wir die Politik Adolf Hitlers als gradlinige Fortsetzung jener Volks- und Bauernpolitik ansehen, die einst Heinrich der Löwe von Braunschweig aus betrieben und durchgeführt hat.“ Dabei handelte es sich um ziemlich leicht durchschaubares politisches Kalkül. Hitler ließ sich dadurch nicht beeindrucken – im Gegenteil, wie sich für Klagges bald herausstellte.

#### Graböffnung
Am 18. Juni 1935 teilte Klagges dem Braunschweigischen Landesbischof Helmuth Johnsen mit, dass er, Klagges, Hausherr des Braunschweiger Domes sei und deshalb beschlossen habe, die Grabstätte Heinrichs des Löwen in wenigen Tagen für archäologische Untersuchungen öffnen zu lassen.
Zuvor war die Grabstätte bereits mehrfach geöffnet worden, so 1640, 1814, 1880 und schließlich 1935. Letztmals wurde die Grabstätte 1946 in der 1938 neu angelegten Gruft geöffnet, um die 1936 entnommenen Haarlocken wieder beizulegen.
Am 24. Juni 1935 wurde sozusagen „privatissime“ mit der Aufdeckung der Grabstätte Heinrichs des Löwen und seiner zweiten Gemahlin Mathilde begonnen. Das Grab wurde zunächst von Eißfeldt (von Beruf Oberforstmeister) sondiert, den Klagges selbst für die Aufgabe ausgewählt hatte. Des Weiteren bestand das „Grabungsteam“ aus Baurat Hartwig, Ernst August Roloff, den Fachschülern Birker und Rieger (als Fotografen) sowie dem (erst nachträglich hinzugezogenen) Landesarchäologen Hermann Hofmeister (welcher dann die fachmännische Leitung der weiteren Grabungen übernahm).
Viele Jahrzehnte später schrieb ein Augenzeuge der Grabungen: „Die Arbeiten wurden ohne Benachrichtigung des Pfarramtes oder des Dompfarrers sowie des Landeskirchenamtes begonnen …“ und „Ich hatte nicht den Eindruck, daß alle Beteiligten in großer Ehrfurcht bei der Sache waren; ich hatte vielmehr in genauer Erinnerung, daß der beteiligte Archäologe am Rande der Gruft saß und ratlos hinab sah …“.
Zunächst waren für die Grabungsarbeiten lediglich sieben Tage angesetzt worden, doch nachdem die Leitung in Expertenhände (Hofmeister) wechselte, verlängerte sich dieser Zeitraum.

#### Steinsarkophag

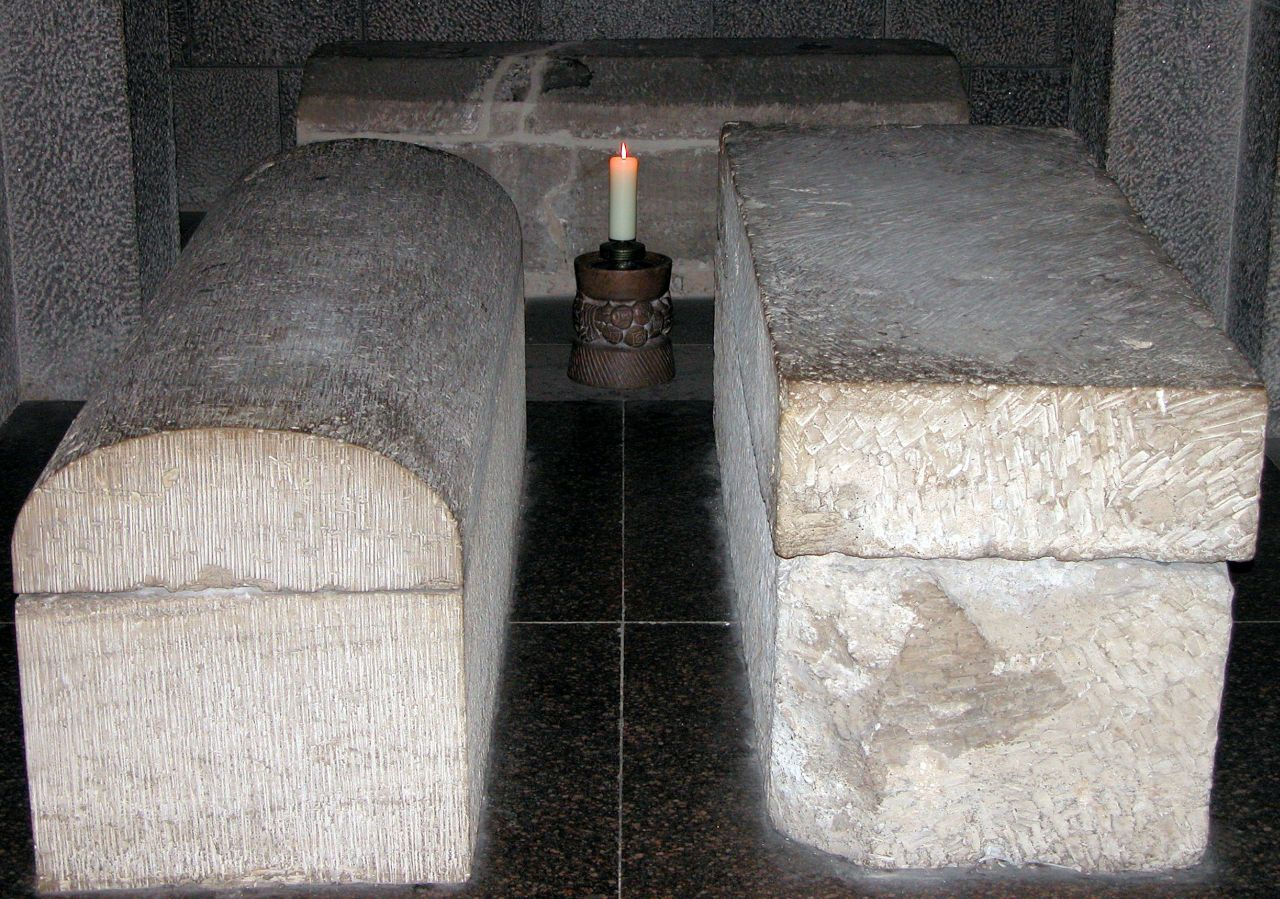
Sarkophage Heinrichs (links), Mathildes (rechts) und der Brunonen (im Hintergrund)

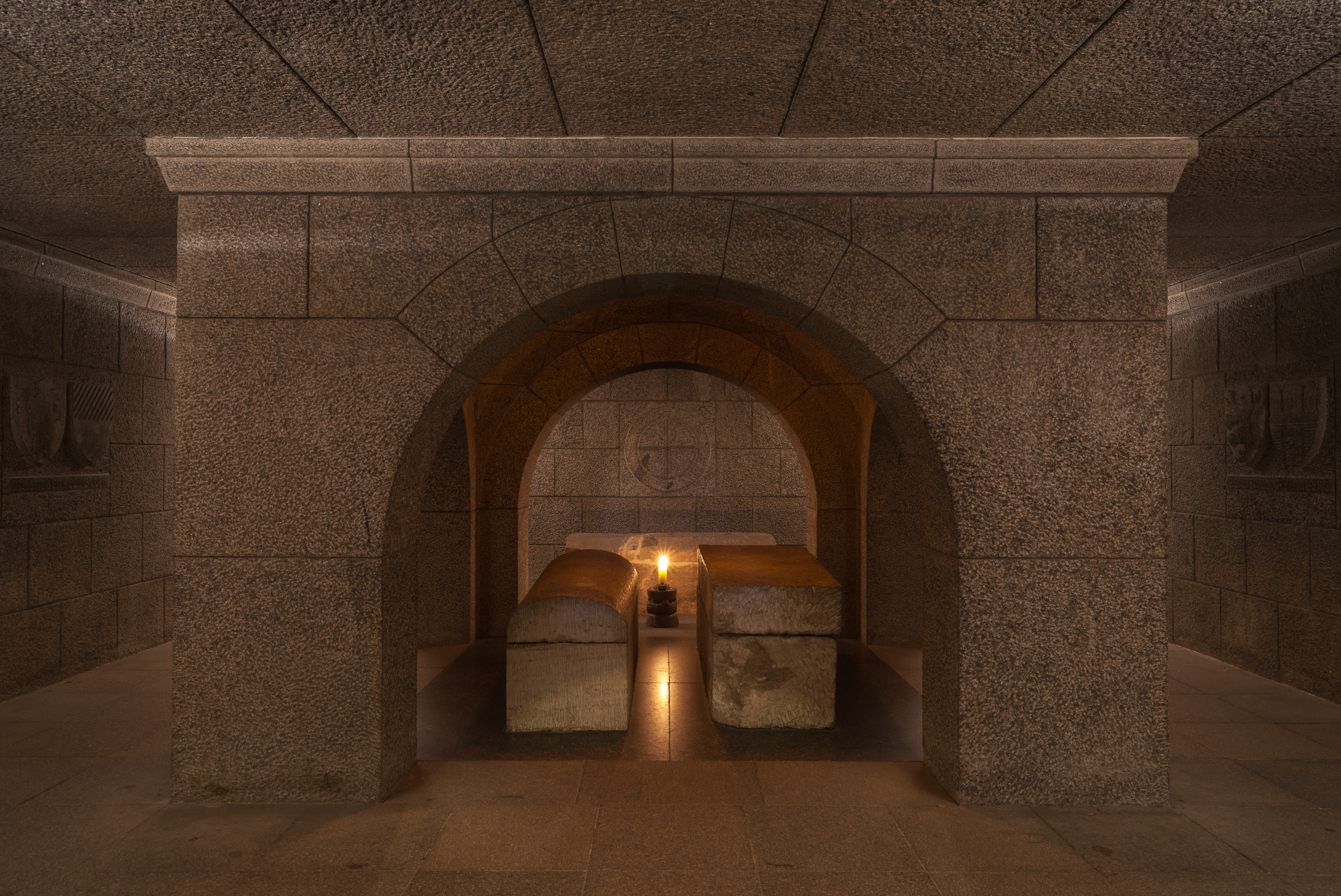
Gruft Heinrichs des Löwen im Gesamtbild

Am 27. Juni 1935 wurde ein in der Gruft vorgefundener Sarkophag geöffnet. Zutage kam ein weitestgehend verwester Leichnam, von dem hauptsächlich noch Knochen der unteren Extremitäten (inkl. Becken) vorhanden waren. Der Kopf war als solcher auf den ersten Blick kaum noch erkennbar. Der Körper war in die Überreste einer Lederhülle eingenäht. Die Vermessung der Skelettreste ergab eine Körpergröße von lediglich 1,62 m. Der Körperbau wurde als stämmig und gedrungen beschrieben. Bei der weiteren Untersuchung konnte nicht eindeutig geklärt werden, ob es sich um einen männlichen oder weiblichen Leichnam handelte.

#### Schwere Verletzung
Die Knochenfunde ergaben sehr schnell, dass die betreffende Person unter einer schweren Behinderung gelitten haben musste, denn das linke Bein war um 10 cm verkürzt.
Man deutete dieses Merkmal als einen wesentlichen Hinweis auf Geschlecht und Identität des Leichnams, denn es ist belegt, dass Heinrich der Löwe im Februar 1194 (im Alter von 65 Jahren) auf dem Weg nach Saalfeld einen schweren Unfall hatte. Auf einem vereisten Weg bei Bodfeld im Harz stürzte er vom Pferd und wurde dabei so schwer am Bein verletzt, dass er die Reise nicht fortsetzen konnte.
In den Annales Stederburgenses ist dazu vermerkt:
Ad quam (curiem Salefelde) cum … dux esset in itinere, in arduo nemoris, cum appropimquaret, qui Botfelde dicitur, dux de equo corruit et ex cotritione tibiae an itinere, quod coeperat, impetitus est …
(„Als der Herzog auf dem Marsch nach dem Königshofe Saalfeld war und sich einem Orte namens Bodfeld näherte, stürzte er vom Pferd und wurde infolge einer Verletzung der Tibia [Schienbein] am Weitermarsch gehindert.“)
Bei gründlicher Untersuchung des Skelettes trat das tatsächliche Ausmaß der „Verletzung“ zutage: Die linke Gelenkkapsel des Beckens schien gerissen, das linke Oberschenkelgelenk anscheinend dadurch aus der Gelenkpfanne gerutscht. Die linksseitig gefundene Vernarbung der angenommenen Fraktur und die teilverheilte, aber missgestaltete Gelenkpfanne wurden als Indizien dafür betrachtet, dass die Person (Heinrich der Löwe – wie angenommen wurde) noch längere Zeit nach dem Unfall gelebt haben musste, dabei aber in ihrer Bewegungsfähigkeit erheblich beeinträchtigt gewesen war.
Die Frage, ob dies als Beleg für die Identität des Leichnams ausreichend ist, ist mehrfach kritisch erhoben worden. Infolge einer neueren Funddeutung von 1974 gehörten die Gebeine in dem Sarkophag einer dunkelhaarigen Frau von kleinerer Gestalt, die unter einer angeborenen Hüftanomalie litt.
Über Mathilde ist überliefert, dass sie stets in einer Sänfte getragen wurde – unter Umständen ein Hinweis auf eine Körperbehinderung, die das Gehen beeinträchtigte.

#### Kindersarg
Bei den weiteren Untersuchungen der Gruft kam überraschenderweise ein weiterer, aber viel kleinerer Steinsarkophag zum Vorschein – offensichtlich ein Kindersarg.
Auch hier gelang es anscheinend, die Identität schnell zu klären. Heinrich der Löwe und seine erste Ehefrau Clementia hatten einen Sohn namens Heinrich. Der Überlieferung nach ließ seine Amme ihn im Kleinkindalter vom Tisch fallen, wobei das Kind verstarb. Aufgrund der Skelettgröße von 70 cm dürfte das Kind zwei bis drei Jahre alt gewesen sein.

#### Dritter Sarg
Zwischen dem Kindersarkophag und dem großen Sarkophag wurden anschließend Reste eines fast vollständig vermoderten Holzsarges entdeckt. In ihm wurde eine mit einer dicken Kordel vernähte sackförmige Lederhülle von 2,05 m Länge gefunden, die ein Skelett umschloss.
Der große, 1935 „eindeutig“ als weiblich identifizierte Leichnam wurde als der Mathildes, Heinrichs zweiter Frau, gedeutet, die 1189 im Alter von 32 Jahren gestorben und als erste in dieser Gruft bestattet worden war. 1974 wurde dieses Ergebnis bei einer Neudeutung revidiert und der Holzsarg mit dem dort befindlichen Skelett als das Grab Heinrichs des Löwen identifiziert. Nach Fundbegutachtung wurden die sterblichen Überreste der zwei Erwachsenen in Zinksärge umgebettet und diese wiederum in den alten und in einen neuen Steinsarkophag gebettet.
Den festgestellten Größenunterschied von 1,62 m zu 2,05 m führt man nach heutigem Wissensstand darauf zurück, dass der Holzsarg von der schweren Steinabdeckung des Grabes über die Jahrhunderte hinweg zerquetscht und damit in die Länge gepresst wurde. Es gibt keinen einfachen Rückschluss von der Körperlänge auf das Geschlecht der gefundenen Personen.
Die Grabungsarbeiten fanden am 6. Juli 1935 ihren offiziellen Abschluss.

#### Besuch Hitlers
Nachdem es Klagges gelungen war, Heinrich den Löwen, den Braunschweiger Dom, die Ausgrabungen und damit sich selbst dermaßen ins Rampenlicht der (politischen) Öffentlichkeit zu rücken, gab es am 17. Juli 1935 ein Blitzbesuch Hitlers an der Ausgrabungsstelle.
Der Besuch verlief nicht im Sinne des Braunschweigischen Ministerpräsidenten, denn Hitler erklärte nach der Besichtigung, dass ab sofort nur noch er selbst über Art und Umfang der Baumaßnahmen für die Umgestaltung des Braunschweiger Domes zur nationalsozialistischen „Weihestätte“ entscheide. Daraufhin wurden sämtliche bis dahin schon von Klagges erteilten Arbeitsaufträge storniert. Zu Hitlers großem Ärger verbreitete sich aber die Nachricht seiner eigentlich geheimen Anwesenheit in der Stadt blitzschnell in der Bevölkerung, so dass er Braunschweig bereits nach wenigen Stunden wieder verließ und nie wieder betrat.
Hanns Kerrl erhielt später von Hitler alleinige Entscheidungsbefugnis bezüglich aller Maßnahmen in Verbindung mit dem Dom – de facto eine Entmachtung Klagges’, denn dieser musste nun alles von Kerrl oder Hitler genehmigen lassen. Das Reich beteiligte sich an den Kosten und „der Führer werde als Stifter“ in der Öffentlichkeit auftreten.

#### Kritik und Fazit
Die „archäologischen“ Arbeiten des Sommers 1935, wenn man sie denn als solche bezeichnen will, gelten unter Experten bis heute als umstritten, da ihnen zum einen jeglicher wissenschaftlicher Unterbau fehlte bzw. vorenthalten wurde (so gab es zum Beispiel bis Ende des Zweiten Weltkrieges keinerlei Diskussion der Grabungsbefunde unter Fachleuten), zum anderen die Grabungen mehr neue Fragen aufwarfen, als sie alte lösten.
Nach Beendigung der Arbeiten wurde es seitens der NSDAP sehr schnell erstaunlich ruhig um Heinrich den Löwen. So wurde zum Beispiel der offizielle Grabungsbericht (11f Seiten Text mit 56 Fotos) des Landesarchäologen und Grabungsleiters Hermann Hofmeister, den dieser 1936 kurz vor seinem Tode verfasste, während der Zeit des Nationalsozialismus nicht veröffentlicht. Erst 1978 erschien eine geringfügig gekürzte Fassung mit erheblich weniger Fotos (siehe unten unter „Literatur“).
Nach Kriegsende entstand um die tatsächliche Identität der Gebeine eine teilweise heftig geführte wissenschaftliche Debatte, die die korrekte Zuordnung der sterblichen Überreste anzweifelte bzw. als ideologisch motiviertes Wunschdenken zurückwies. Somit ist bis heute nicht zweifelsfrei geklärt, wessen Gebeine seinerzeit im Braunschweiger Dom gefunden wurden.
Als Hinweis auf die Zuordnung der sterblichen Überreste kann die ursprüngliche Anordnung der Figuren auf dem Grabmal herangezogen werden, die durch die (absichtliche) Missdeutung der Nationalsozialisten 1936/1938 verändert wurde und erst nach der Wiederherstellung der Tumba rückgängig gemacht wurde.
Zudem steht diese Anordnung der Gräber (Mathilde im Steinsarkophag, Heinrich im Holzsarg) im Einklang mit den Steterburger Annalen, dass Heinrich der Löwe in dextero latere uxoris suae („zur Rechten seiner Gemahlin“) begraben sei. Hier dürfte also durch direkt nach dem Ableben des Herrscherpaares gefertigte Grabplatten eine Identifizierungsmöglichkeit bestanden haben.

### Umgestaltung des Domes im Inneren

#### Neue Gruft für Heinrich den Löwen
Bereits am 14. August 1935 erhielten die von Hitler ausgewählten Architekten Walter und Johannes Krüger (die Erbauer des Ehrenmals und der Hindenburg-Gruft bei Tannenberg) den Auftrag, eine Gruft für Heinrich den Löwen zu entwerfen, die seiner politisch-historischen Bedeutung angemessen sei. Am 25. November 1935 wurden die Entwürfe fertiggestellt und am 11. Dezember 1935 Hitler zur Begutachtung und Genehmigung vorgelegt.
Landesbischof Johnsen protestierte bei Klagges und Kerrl gegen die Umbaumaßnahmen – vergeblich, denn Klagges verwies auf seine Hausherrenrolle und erklärte, es gebe im rechtlichen Sinne gar keine „Dom-Gemeinde“; insofern liege kein Eingriff in die freie Religionsausübung oder innerkirchliche Belange vor.

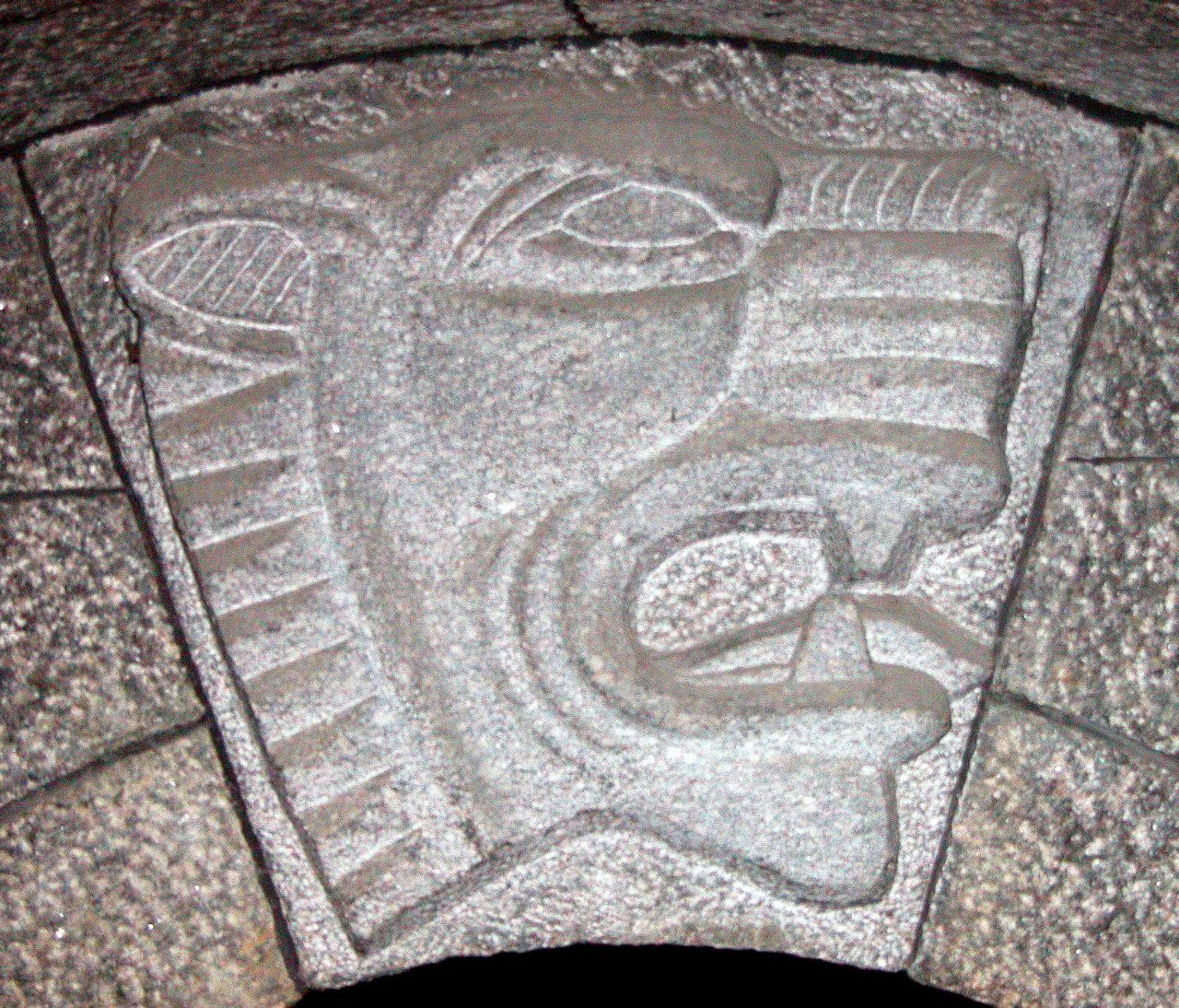
Löwenkopf von Arno Breker

Da der Braunschweiger Dom im Eigentum des Landes Braunschweig und nicht der Landeskirche stand, benötigten die Nationalsozialisten für die Durchführung ihrer ideologisch begründeten Umbaumaßnahmen nicht einmal eine Enteignung. Die Bauarbeiten begannen 1936 und wurden 1938 abgeschlossen.
Der Entwurf der Gebrüder Krüger sah eine wuchtige, nahezu quadratische Gruft aus Odenwälder Granit vor. Über dem Eingang zur Gruft befindet sich als Schlussstein des Gewölbes ein stilisierter Löwenkopf des von den Nationalsozialisten bevorzugten Bildhauers Arno Breker. An den vier Seiten der neuen Grablege befinden sich je paarweise angeordnet die Wappen der von Heinrich dem Löwen gegründeten Städte München, Lübeck und Lüneburg sowie seiner Residenz Braunschweig. Die Westwand zeigte ein stilisiertes Hakenkreuz, das nach Kriegsende entfernt wurde.
In einer Art „Reliquiennische“ waren bis 1945 unter anderem zwei Schaufassungen mit einer vermeintlichen Haarlocke Heinrichs und einem im angeblichen Grab Mathildes vorgefundenen Gewebeband ausgestellt.

#### Umwandlung des Kircheninneren
Die nationalsozialistischen Rassen- und Lebensraum-Ideologen beabsichtigten, aus dem Braunschweiger Dom ein Objekt ihrer Propaganda zu machen. Dazu war geplant, den Dom seiner Funktion als Ort der christlichen Religionsausübung zu berauben und ihn zu instrumentalisieren, indem er zum einen profaniert und zum anderen mit NS-Symbolik und -Gepräge neu „besetzt“ wurde. Das Ziel war die Schaffung einer „nationalen Kultstätte“ bzw. einer „völkischen Weihestätte“ zur „Andacht des gesamten deutschen Volkes“.
Zur Erreichung dieses Zieles wurde das Kircheninnere auf seinen mittelalterlichen „Urzustand“ (so wie ihn die NS-Propagandisten verstanden) zurückgeführt, indem alles, was nicht aus der Zeit Heinrichs des Löwen stammte, das heißt sämtliche über Jahrhunderte angesammelte Ausstattungsstücke wie Kreuze, Epitaphien und sonstige Einrichtungsgegenstände wie das Gestühl und Ähnliches, aber auch Malereien aus dem 19. Jahrhundert vollständig entfernt wurde. Der Dom wurde sozusagen „ausgeweidet“.
Anschließend wurden neue, große Feuerschalen zur Beleuchtung des Raumes aufgestellt und das Grabmal des Herzogs und seiner Gemahlin erhielt eine Umfassung aus Granit.
Der Braunschweiger Volkskundler Werner Flechsig, von 1950 bis zu seiner Pensionierung 1973 Leiter der Volkskunde-Abteilung des Braunschweigischen Landesmuseums, begrüßte 1940 die NS-Umgestaltung des Domes überschwänglich:

„… Wir empfinden daher erst seine Zutaten des 19. Jahrhunderts in unseren alten Domen als unkünstlerischen Mißklang, die aus dem Unvermögen eigener Stilgestaltung heraus zu schwächlichen Nachahmungen älterer Formen griffen, […] Hier war nicht mehr wirkliches Leben, sondern Erstarrung. […] Wir dürfen dem Dome Heinrichs des Löwen Bildwerke unseres Stiles und unseres Geistes einfügen, wie das 13. Jahrhundert ihm das Grabmal des Herzogspaares und die Fresken, das 14. und 15. Jahrhundert die gotischen Seitenschiffe, das 16., 17. und 18. Jahrhundert weitere Grabmäler und Epitaphien einfügte…
… Die hohe Bestimmung des Braunschweiger Domes als völkische Weihestätte verlangt einen entsprechenden Bildinhalt. In einem Raum, der nach dem Willen des Führers der Andacht des gesamten deutschen Volkes dienen soll, konnte die künstlerische Ausschmückung unmöglich durch eine ganz anderen Zwecken dienende Tradition bestimmt werden. […] Die Weihestätte Heinrichs des Löwen mußte mit Darstellungen jenes Werkes geschmückt werden, durch das dieser Mann unsterblich ist, der Ostkolonisation. Diese Darstellungen sollen den Besucher des Domes bereits bei seinem Eintritt in den Raum innerlich ganz gefangennehmen […] Dank und Verehrung für einen Mann, der unserem Volke vor drei viertel Jahrtausenden Wegbereiter war in eine große Gegenwart und noch größere Zukunft. […] Was vordem nur Ausdruck unerfüllter Sehnsucht war, heute wird es unter der Führung Adolf Hitlers Wirklichkeit. […]“

#### Neue Ausmalung des Langhauses
Für die Ausmalung des Langhauses wählten die Nationalsozialisten im Jahr 1937 den jungen Berliner Maler Wilhelm Dohme aus, der alsbald mit seiner Arbeit begann und den Dom in Sgraffito-Technik ausmalte. Unterbrochen von Dohmes Einsatz als Soldat im Zweiten Weltkrieg entstanden acht Monumentalbilder, die sich, an der Ostung des Domes ausgerichtet, über das gesamte Mittelschiff erstreckten und die „Eroberung des Ostens“ durch Heinrich den Löwen thematisierten.
Ohne Hintergrundmalereien auf grobem Rauputz zeigten diese Gemälde Szenen im Zusammenhang mit dem Leben Heinrichs des Löwen. Die Ausrichtung aller dargestellten Figuren ist gen Osten. Inhaltlich spiegelten die Wandbilder eindeutig nationalsozialistisches Gedankengut wider, jedoch entsprach die Formensprache eher der Neuen Sachlichkeit der 1920er Jahre. Ziel war es, Heinrich den Löwen als „Ahnen“ Hitlers und „Vorreiter“ der völkischen Bewegung darzustellen. Die Arbeiten fanden nach mehreren Unterbrechungen 1940 ihren Abschluss.
Dohmes Sgraffiti trugen, wie auch die anderen baulichen und gestalterischen Veränderungen im und am Dom, in ihrer Gesamtheit dazu bei, dass der Dom die von den nationalsozialistischen Machthabern beabsichtigte neue Bedeutung als nationale Wallfahrts- und Weihestätte erhielt. Der Braunschweiger Dom war nun „Staatsdom“.
Bei einem Festakt am 23. November 1940, anlässlich der kulturpolitischen Konferenz des Deutschen Gemeindetages, bei der der Dom zum ersten Mal nach vielen Jahren wieder für die Öffentlichkeit zugänglich war, „weihte“ Rosenberg ihn als „nationale Kultstätte“ und „Halle Heinrichs des Löwen“, wie der Dom in der Folge ebenfalls bezeichnet wurde.

## Krieg und Nachkriegszeit

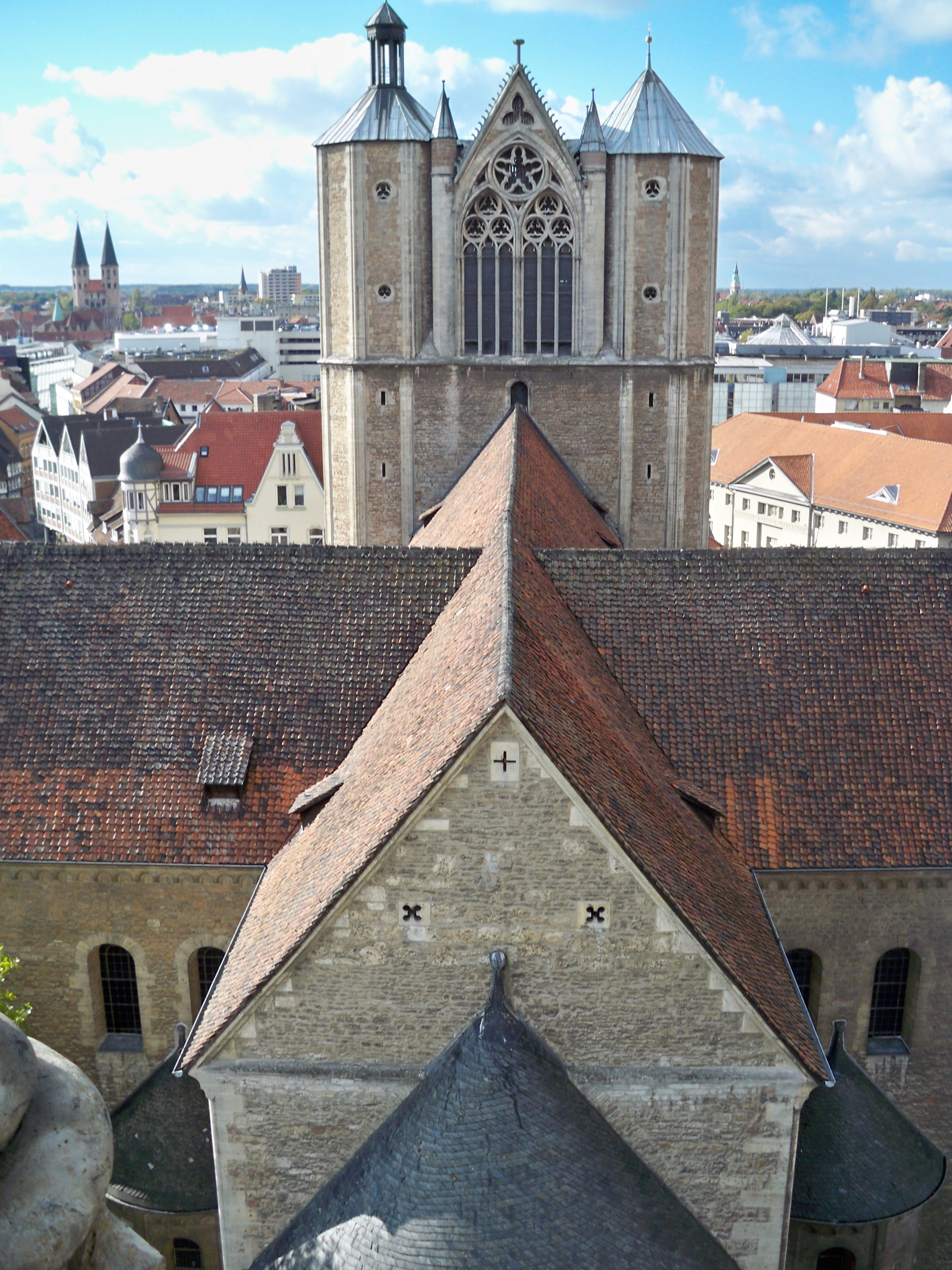
Vierung des Domes von Osten gesehen (links im Hintergrund die Türme der Martinikirche)

Der Braunschweiger Dom wurde durch die über 40 schweren und schwersten Luftangriffe auf Braunschweig in den Jahren zwischen 1940 und 1945 im Vergleich zur bis zu 90 Prozent zerstörten Innenstadt, in der er sich befindet, nur unwesentlich beschädigt. Lediglich Gewölbe der nördlichen Vorhalle, Dach und Fenster wurden in Mitleidenschaft gezogen.
Nach Kriegsende wurden, wo möglich, die baulichen und gestalterischen Veränderungen aus nationalsozialistischer Zeit weitestgehend rückgängig gemacht, und der Braunschweiger Dom konnte wieder als protestantisches Gotteshaus dienen.
Durch einen im Jahr 1954 zwischen dem Land Niedersachsen und der Evangelisch-lutherischen Landeskirche in Braunschweig geschlossenen Staatskirchenvertrag wurde der Dom mitsamt allen Kunstschätzen in das Eigentum der vom Landeskirchenamt verwalteten Stiftung Domkirche St. Blasius zu Braunschweig überführt. Seither obliegt die rechtliche Vertretung des Doms der Stiftung, die auch den Domfriedhof und die weiteren Gebäude (Domkantorenhaus, Haus der Domsingschule, Domfriedhofsgärtnerhaus) in ihrer Obhut hat.
In den 1960er Jahren wurde der Dom grundlegend saniert. Bei dieser Gelegenheit wurden die schweren Schäden am Fundament, die durch den Bau der Krypta für Heinrich den Löwen 1936 entstanden waren, beseitigt. 2005 wurde innen das gesamte Sichtmauerwerk aus Elmkalkstein mit einer glänzenden, acrylartigen Farbe übermalt.
Heute besuchen jedes Jahr durchschnittlich 350.000 Menschen den Braunschweiger Dom. Er gehört damit zu den zehn meistbesuchten protestantischen Gotteshäusern in Deutschland und der Schweiz. Die Domsingschule ist heute die größte Einrichtung für evangelische Kirchenmusik in Deutschland.

## Legenden

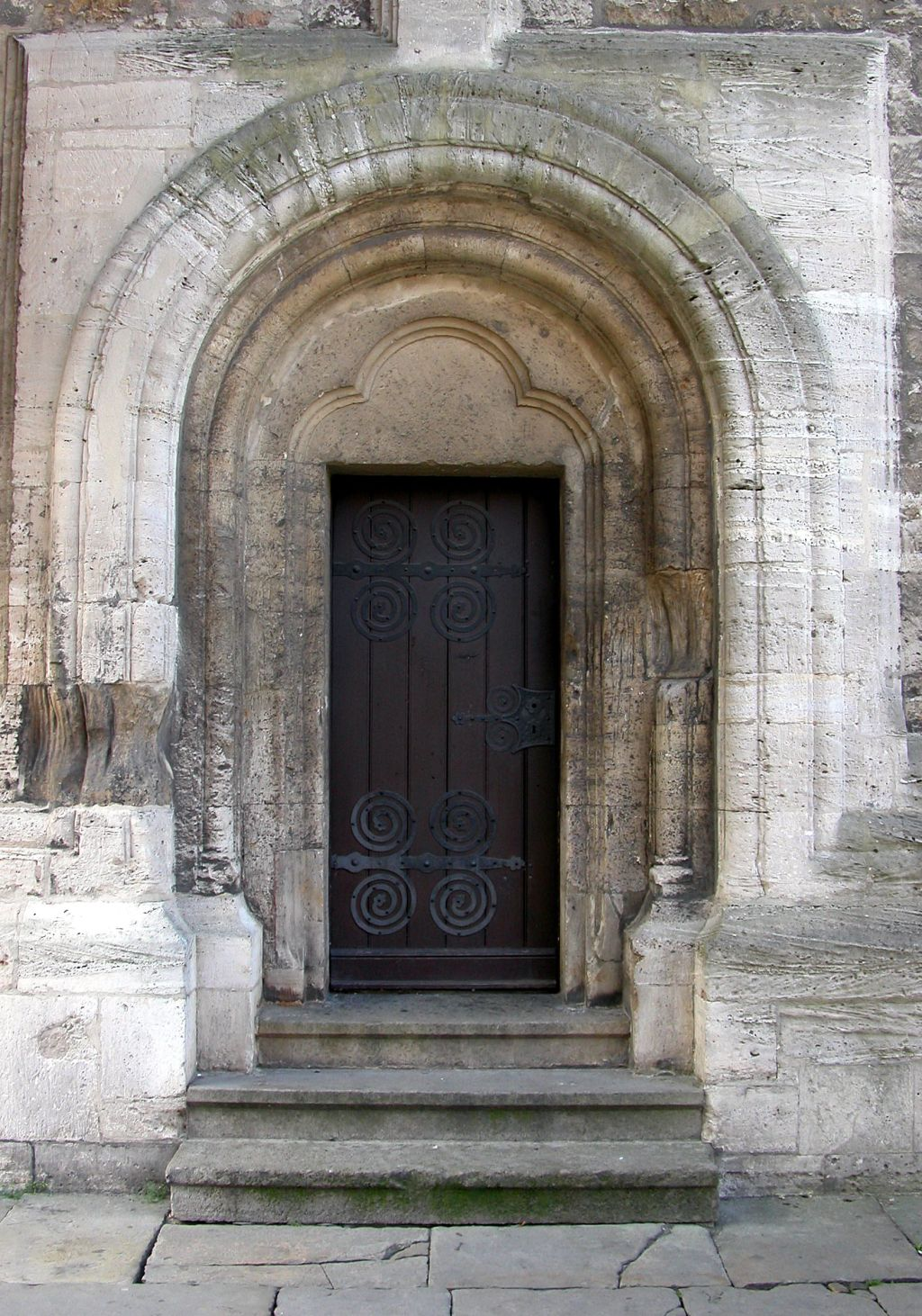
Kratzspuren des Löwen am Portal

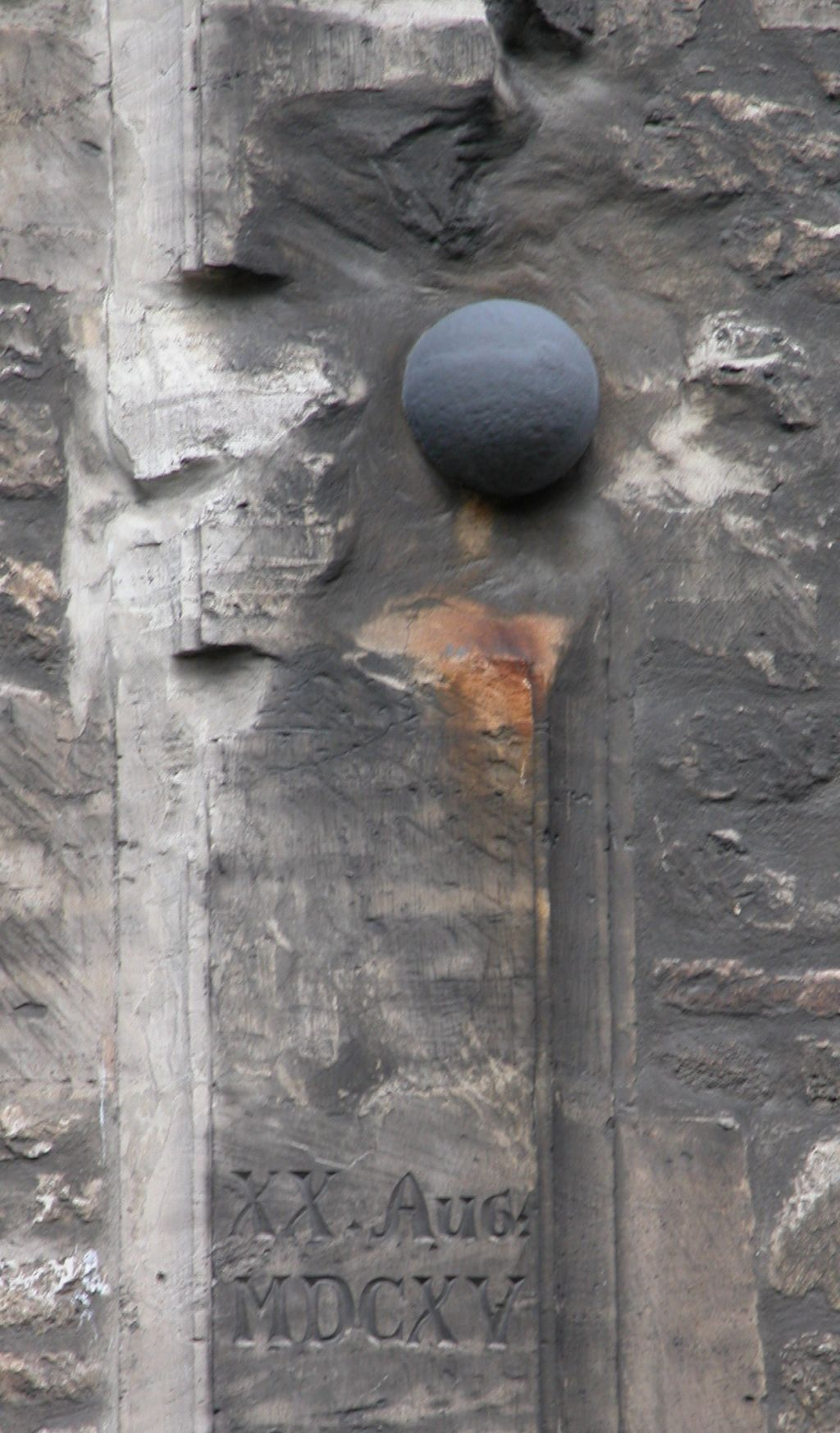
Kanonenkugel von 1615

### Kratzspuren am Löwenportal
Auf der Nordostseite des Domes befindet sich das sogenannte „Löwenportal“. Es ist das einzige erhaltene Domportal aus romanischer Zeit und bekannt für die dort in den steinernen Türlaibungen befindlichen „Kratzspuren“. Der Sage nach sollen sie vom Löwen Heinrichs des Löwen stammen. Als der tote Herzog aufgebahrt im Dom lag, versuchte der Löwe zu seinem Herrn zu gelangen, indem er am Portal kratzte.
Die tatsächliche Ursache dieser „Kratzspuren“ dürfte allerdings darin liegen, dass Soldaten dort ihre Waffen, wie Schwerter und Lanzen, zum Schärfen wetzten, was im Laufe der Jahrhunderte die tiefen Einkerbungen hinterließ. Eine andere Erklärung ist, dass dieses Portal als einziges aus der Erbauungszeit des Domes stammt und somit wahrscheinlich das Portal ist, „dessen Steine Heinrich den Löwen gesehen“ haben. Im Mittelalter und Spätmittelalter maß man daher den Steinen eine besondere (Heil-)Kraft zu und versuchte aus ihnen Pulver zu gewinnen. Durch die Einnahme dieses Pulvers versprach man sich Teilhabe an der legendären Kraft Heinrichs des Löwen. Ein weiterer Grund für die Bevölkerung, sich Teile des Steines abzukratzen, könnte mündlicher Überlieferung zufolge auch darin zu sehen sein, dass Sankt Blasius, dem der Dom geweiht ist, der Schutzpatron der Halskranken ist. Die Einnahme des Pulvers sollte Heilung bringen.

### Kanonenkugel in der Ostwand
In der Ostseite des Domes befindet sich eine Kanonenkugel in der Mauer. Sie soll von einer der zahlreichen Belagerungen der Stadt im 17. Jahrhundert stammen. Unter der Kugel ist in römischen Ziffern „20. August 1615“ eingemeißelt. Dies weist auf die Belagerung durch die Truppen Herzog Friedrich Ulrichs von Braunschweig-Wolfenbüttel im Sommer 1615 hin.